# Военно-воздушные силы Тихоокеанского флота
Военно-воздушные силы Тихоокеанского флота (ВВС ТОФ, ВВС и ПВО Тихоокеанского флота, Морская авиация Тихоокеанского флота) — бывшее оперативное объединение Тихоокеанского флота ВМФ СССР и России, предназначенное для действий в операциях флота и выполнения боевых задач во взаимодействии с другими силами ВМФ или самостоятельно, а также для проведения воздушных, воздушно-десантных, морских десантных и прочих операций во взаимодействии с силами других видов вооружённых сил или отдельных родов войск. ВВС ТОФ подчинялись командующему Тихоокеанским флотом, а в специальном отношении — начальнику авиации ВМФ (затем начальнику морской авиации ВМФ).
Для выполнения поставленных задач ВВС и ПВО Тихоокеанского флота имели сеть аэродромов берегового базирования с необходимой аэродромной инфраструктурой, летательные аппараты различных типов и классов, личный состав.
В 2010 году морская авиация Тихоокеанского флота потеряла статус самостоятельного оперативного объединения, и в конечном итоге после 2011 года была сведена в 2 авиационные базы:
- 7060-я авиабаза в составе Объединённого командования войск и сил на Северо-Востоке (аэродром совместного базирования «Елизово»);
- 7062-я авиабаза (аэродромы «Николаевка» — управление авиабазы, «Кневичи» и «Каменный Ручей»).

## История морской авиации Дальнего востока

### Становление в предвоенные годы
Идея создания Морской Авиации на Дальнем Востоке была заложена ещё в мае 1914 г., когда начальник МГШ вице-адмирал А. А. Ливен доложил морскому министру адмиралу И. К. Григоровичу о необходимости формирования при Сибирской флотилии гидроавиационной станции во Владивостоке. В этом докладе предполагалось развернуть первые отряды Морской Авиации на Дальнем Востоке к лету 1915 г. Однако начавшаяся в июле 1914 г. Первая мировая война отодвинула планы авиационного строительства на неопределённое время. Последовавшая за ней Гражданская война и иностранная интервенция не позволили создать на Тихом океане Морскую Авиацию в последующие 14 лет. Более того, и сама Сибирская флотилия фактически прекратила своё существование.
1 октября 1928 г. в Хабаровске на гидроаэродроме «Красная Речка» было завершено формирование 68-го отдельного речного гидроавиаотряда на самолётах MP-1 — первой морской авиационной части. Он вошёл в состав Дальневосточной военной флотилии (с 1931 г. переименованной в Амурскую Краснознамённую военную флотилию). Этим отрядом командовал отличившийся ещё в годы Гражданской войны военморлёт Э. М. Лухт.
В конце 1931 г. на Дальний Восток перебазировали с Чёрного моря 111-й отряд ОСО (бывш. 66-я ОМРАЭ ВВС ЧМ), вооружённый 12 летающими лодками S-626hc. Перезимовав в Хабаровске, в начале 1932 г. этот отряд, ставший именоваться 111-й отдельной морской дальнеразведывательной эскадрильей, прибыл в Приморье к новому месту дислокации на ст. Океанская.
В 1931-32 гг. на Дальний Восток перелетели тяжёлые бомбардировщики ТБ-1 и ТБ-3. Из них сформировали две тяжёлые бомбардировочные авиационные бригады, которые получили номера: 26-я ТБАБ и 28-я ТБАБ. Первоначально обе бригады базировались в Хабаровске, но вскоре 28-ю ТБАБ перебазировали на аэродром Воздвиженка.
К 1 апреля 1932 г. было завершено формирование штаба Морских Сил Дальнего Востока (МСДВ), а 21 апреля в приказе было объявлено о формировании первых частей и соединений. Они берут своё начало с «Плана проведения особых мероприятий по сформированию Морских Сил Дальнего Востока», утверждённого Наркомвоенмором в феврале 1932 г., и «Плана оргмероприятий штаба РККА на 1933 г.» № 1/28304 от 08.10.1932 г. Морские Силы Дальнего Востока создавались на базе уже существующих частей и соединений АмВФ, ОКДВА и ВВС РККА, а также вновь формируемых или перебазируемых частей из европейской части СССР.
В апреле 1932 г. в Воздвиженку из Евпатории перебазируется 76-й отдельный истребительный авиационный отряд ВВС Черноморского флота под командованием военлёта П. А. Фёдорова, вооружённый самолётами И-5. На Дальнем Востоке отряд вошёл в состав ВВС ОКДВА, а к февралю 1933 г. он передаётся во вновь сформированную 19-ю авиационную бригаду ВВС МСДВ. В октябре того же года 76-й ОИАО переформируется в 28-ю отдельную истребительную авиационную эскадрилью.
Летом 1933 г. в Хабаровске формируется ещё одна истребительная часть ВВС МСДВ — 26-я отдельная истребительная авиационная эскадрилья, под командованием М. П. Харитонова, вошедшая в состав 26-й ТБАБ.
30 апреля 1933 г. была введена должность помощника командующего МСДВ по авиации, который являлся начальником ВВС флота. На неё был назначен комдив Л. И. Никифоров, переведённый из ОСОАВИАХИМа. До лета 1932 г. он был начальником ВВС БМ. Никифорову передали в подчинение все соединения и части ВВС МСДВ, и с 1 мая 1933 г. он приступил к формированию управления и штаба ВВС МСДВ (приказ РВС МСДВ № 0314 от 30.04.1933 г., РГА ВМФ ф. Р-1090, оп. 6, д. 9).
На 1 января 1934 г. в составе ВВС МСДВ числилось 36 ТБ-3 и 13 ТБ-1. В этом же году на аэродром Николаевка из Новочеркасска прибыли 22-я и 32-я легкобомбардировочные авиационные эскадрильи, на самолётах Р-5. В октябре 1935 г. из Подмосковья в Новонежино Дальневосточного края была перебазирована ещё одна бомбардировочная часть — 26-я ЛБАЭ, также вооружённая самолётами Р-5. В начале 1936 г. началось формирование второго соединения тяжёлых бомбардировщиков — 20-й ТБАБ ВВС ТОФ, на аэродроме Чернышёвка. На её вооружении состояли самолёты ТБ-3. В этом же году была сформирована 125-я морская тяжёлая (минно-торпедная) авиационная бригада, с дислокацией в с. Романовка. В состав бригады вошли: 26-я МТАЭ (бывш. 26-я ЛБАЭ) на аэродроме Новонежино, на самолётах Р-5Т и СБ; 109-я ТБАЭ в Романовке, на самолётах ТБ-1, ТБ-3 (из состава 28-й ТБАБ); 30-я крейсерская АЭ на аэродроме Суходол, на самолётах Р-5А и КР-6. К концу года в Николаевке на базе 22-й и 32-й СБАЭ, которые перевооружились на самолёты СБ, были сформированы ещё две новые эскадрильи: 52-я и 53-я СБАЭ, на самолётах СБ.
В конце 1933 г. вышло Постановление Совета Труда и Обороны «О мероприятиях по укреплению Амура и побережья Дальнего Востока», в соответствии с которым, к ноябрю 1934 г. планировалось развернуть на Дальнем Востоке 11 авиационных эскадрилий. Для реализации этих замыслов, в соответствии с «Планом оргмероприятий штаба РККА на 1934 г.» № 1/1/33053 от 21.12.1933 г. и № 1/1/31880 от 05.10.1933 г., в течение 1934 г. на Дальний Восток были перебазированы:
— 17-я отдельная морская разведывательная авиационная эскадрилья поплавковых Р-5 — в б. Врангеля
— 30-я крейсерская морская авиационная эскадрилья вооружённая поплавковыми Р-6 — в б. Суходол
— 53-й отдельный морской разведывательный авиационный отряд на самолётах МБР-4 — в б. Ольга
— 22-я легкобомбардировочная авиационная эскадрилья на самолётах Р-5 — на аэродром Николаевка
— 3-й отдельный авиационный отряд волнового управления на самолётах МБР-4ВУ — в б. Врангеля
— 7-й корректировочный авиационный отряд — в б. Воевода на о. Русский
— отдельное авиационное звено волнового управления — на ст. Океанская (вошло в 55-й ОМРАО).
В этом же году ВВС флота пополнились ещё тремя истребительными частями, также передислоцированными из европейской части СССР:
— 9-й ОИАЭ им. Ворошилова (из Смоленска) — на аэродром Угловая
— 32-й ОИАЭ (из Нового Петергофа) — на аэродром Петровка
— 108-й ОИАЭ (из Брянска) — на аэродром Новолитовск.
Все эти эскадрильи были вооружены истребителями И-5.
На 1 января 1935 г. в составе ВВС МСДВ числилось: авиаэскадрилий — 13, авиаотрядов — 4, авиазвеньев — 3, самолётов— 274, в том числе: 35 ТБ-3, 13ТБ-1, 118 И-5, 33 МБР-4 и S-626hc, 10 МБР-2, 31 Р-5, 10 Р-5а, 12 Р-6а, 12 Р-6.
В январе 1935 г. Морские Силы Дальнего Востока были переименованы в Тихоокеанский флот, и, соответственно, Военно-воздушные Силы МСДВ с этого времени стали именоваться Военно-Воздушными Силами Тихоокеанского флота. С 10 января 1935 г., вместо управления ВВС МСДВ, был сформирован отдел ВВС ТОФ (Приказ Командующего ТОФ № 014 от 10.01.1935 г., РГА ВМФ ф. Р-1090, оп. 6, д. 28). Помощник командующего флотом по ВВС теперь стал именоваться Начальником ВВС флота. В Новонежино из Московского военного округа была перебазирована ещё одна лётная часть — 26-я легкобомбардировочная авиационная эскадрилья. На её вооружении состояли самолёты Р-5, переоборудованные для подвески торпед. Она стала родоначальником минно-торпедной авиации ТОФ.
По состоянию на 1 января 1936 г., в составе ВВС ТОФ имелось: авиаэскадрилий — 14, авиаотрядов — 5, авиазвеньев — 3. Всего самолётов — 466, в том числе: 35 ТБ-3, 13 ТБ-1, 115 И-5, 72 И-15бис, 39 И-16, 33 МБР-4 и S-626hc, 47 МБР-2, 72 Р-5, 16 Р-5а, 12 Р-6а, 12 Р-6.
В начале 1936 г. в составе ВВС ТОФ была сформирована 42-я истребительная авиационная бригада, которая включила в себя 9-ю ОИАЭ на аэродроме Южная Угловая, 43-ю ОИАЭ на аэродроме Кневичи и 44-ю ОИАЭ на аэродроме Южная Угловая. А в октябре того же года к ней добавилась 125-я минно-торпедная авиационная бригада (в ряде источников она именуется морской тяжёлой бригадой), основу которой составили: 26-я МТАЭ (бывшая 26-я ЛБАЭ) на аэродроме Новонежино, на самолётах Р-5Т и СБ; 109-я ТБАЭ на аэродроме Романовка, на самолётах ТБ-1, ТБ-3 (из состава 28-й ТБАБ); 30-я крейсерская АЭ на аэродроме Суходол, на самолётах Р-5а и КР-6; 32-я ОИАЭ на аэродроме Петровка, 16-й ОТАО на аэродромах Воздвиженка и Романовка, а также и 28-й ОТРЕНАО на аэродроме Воздвиженка. С 1 июня, в соответствии с Приказом Командующего ТОФ № 0037 от 02.06.1936 г., отдел Воздушных Сил ТОФ был переформирован в управление Военно-Воздушных Сил Тихоокеанского флота, по штату № 2/634 (Приказ Командующего ТОФ № 0071 от 05.11.1936 г.). Окончательно переформирование было завершено к 1 октября 1936 г. Именно эта дата стала официально считаться днём образования управления ВВС ТОФ.
В 1937 г. 20-я ТБАБ вышла из состава ВВС ТОФ и перешла в подчинение ВВС ОКДВА.
Конец 1937 г. — начало 1938 г. на ТОФ ознаменовался чистками его рядов от «врагов народа». В сталинских застенках сгинули Л. И. Никифоров, А. Г. Добролеж, П. А. Санчук, Н. П. Милешкин и многие другие военачальники, чьим упорным беззаветным трудом создавалась мощь тихоокеанской авиации.
С января 1938 г. новым начальником ВВС ТОФ был назначен комбриг С. Ф. Жаворонков.
Весной 1938 г. произошла реформа Морской Авиации, которая затронула также и бомбардировочную авиацию ТОФ. На базе 125-й МТАБ был сформирован 4-й минно-торпедный авиационный полк по штату № 15/828-Б, с дислокацией управления полка и 1-й АЭ в Романовке (ТБ-1 и ТБ-3), 2-я АЭ на Р-5 и СБ — в Новонежино, и 3-я АЭ на КР-6А — на аэродроме Суходол. Полк в течение года был перевооружён на ДБ-3Т, которые ударными темпами строил авиазавод в Комсомольске-на-Амуре. С 25 июня 1938 г., на основании Приказа НК ВМФ № 0039, на аэродроме Евпатория в Крыму для 4-го МТАП начала формироваться 4-я АЭ на самолётах ДБ-3. К концу 1938 года полк был сформирован, старые ТБ-1 и ТБ-3 были переданы в 16-й ОТАО ВВС ТОФ, который базировался тоже в Романовке. Скоростные бомбардировочные эскадрильи полка были обращены на формирование 34-го СБАП. Обе эти части составили новую 29-ю авиационную бригаду ВВС ТОФ. Но, одновременно с этим, 28-я ТБАБ была передана в состав ОКДВА.
В июле-августе 1938 г. 1-й ИАП, 14-й ИАП и 115-й МБРАП частью сил принимали участие в боевых действиях советских войск с японцами у оз. Хасан. После окончания боёв ряд авиаторов-тихоокеанцев был награждён правительственными наградами и знаками «Участник боёв у оз. Хасан».
Состав ВВС ТОФ на 1 апреля 1938 г.
Управление ВВС ТОФ — город Владивосток.
28-я ТБАБ (Воздвиженка): 108-я, 110-я ТБАЭ (аэр. Воздвиженка) , 111-я ТБАЭ (Коммуна им. Ленина), 112-я ТБАЭ (Михайловка), 55-я КРАЭ (Новоникольск), 28-я ОИАЭ (Воздвиженка) ;
125-я МТАБ (Романовка): 109-я ТБАЭ (Романовка), 26-я МТАЭ (Новонежино), 30-я КРАЭ (Суходол), 32-я ОИАЭ (Петровка), 16-й ОТАО (Романовка);
42-я ИАБ (Угловая): 9-я ОИАЭ (Угловая), 43-я ОИАЭ (Кневичи), 44-я ОИАЭ (Угловая, Советская Гавань);
108-я ОИАЭ (Унаши);
22-я ОСБАЭ (Николаевка), 52-я ОСБАЭ (Николаевка); 53-яОСБАЭ (Николаевка);
3-я ОМДРАЭ (Океанская), 17-я ОМДРАЭ (Врангель), 27-я ОМБРАЭ (Океанская), 28-я ОМБРАЭ (Суходол), 30-я ОАЭВУ (Патрокл);
53-й ОМРАО (Ольга), 55-й ОМРАО (Советская Гавань), 60-й ОКОРАО (Воевода);
3-й ОТРЕНАО (Океанская);
ОАО управления ВВС (Вторая Речка), 3-е ОАЗ ВУ (Бяудэ);
4-е ОАЗ ВУ (Разбойник), 5-е ОАЗ ВУ (Советская Гавань), 7-е ОАЗ ВУ (Находка), 13-е ОАЗСВ (Океанская), 15-е ОАЗ ВУ (Ольга), гидрографическое ОАЗ (Воевода).
В 1939 году в истребительные части ТОФ поступает для перевооружения самолёт И-153.
В предвоенные годы в Приморье формируются 6-я и 7-я смешанные бомбардировочные авиационные эскадрильи, вооружённые самолётами СБ. В конце 1939 — начале 1940 г. были сформированы ВВС Северной Тихоокеанской флотилии (СТОФ), управление которых размещалось в посёлке Бяудэ в пригороде Советской Гавани. Постепенно в их составе начали формироваться авиационные части различного предназначения, но ударной авиации ещё не было.
В 1940 г. в Советской Гавани был сформирован 42-й смешанный авиационный полк, куда влилась 7-я СБАЭ, а 6-я СБАЭ была переименована в 37-ю СБАЭ и перебазирована в Магадан. Обе эти части вошли в состав ВВС СТОФ. Тогда же на аэродроме Новороссия была сформирована 36-я СБАЭ.
В мае 1941 г. на базе двух эскадрилий 4-го МТАП и 36-й СБАЭ формируется новая авиационная часть — 50-й смешанный бомбардировочный авиационный полк, на самолётах ДБ-3 и СБ. К 22 июня 1941 г. в составе ВВС ТОФ насчитывалось 186 бомбардировщиков и торпедоносцев (87 ДБ-3 и ДБ-3Ф , а также 99 СБ).
Состав ВВС ТОФ в 1941 г.
Управление ВВС ТОФ — город Владивосток.
29-я АБ (Романовка): 4-й МТАП, 34-й БАП, 50-й СБАП;
7-я ИАБ (Центральная Угловая): 6-й ИАП, 14-й ИАП, 39-й ИАП;
42-й АП (в подчинении ВВС СТОФ) — возле Советской Гавани;
100-я ОИАЭ;
115-й ОМРАП;
16-й ОМРАП;
2-й УАП;
37-я ОСБАЭ, 47-я ОМРАЭ, 53-я ОМРАЭ, 57-я ОМРАЭ, 63-я ОАЭ ВУ;
4-е ОАЗ ВУ, 6-е ОАЗ ВУ, 8-й ОКОРАО ПВО, 13-е ОАЗСВ, 14-е ОСАНАЗ, ОАЗСВ.

### Вторая мировая война
В августе 1941 г., на основании циркуляра НГМШ ВМФ № 0057 от 30.07.1941 г., авиационные части ВВС ТОФ были переведены на штаты военного времени.
Несмотря на начало Великой Отечественной войны, строительство ВВС ТОФ хотя и замедлилось, но не остановилось совсем. Так, с июня 1941 г. по декабрь 1942 г, Авиация флота получила 61 самолёт ДБ-3 (в том числе, 32 ДБ-3 в принятом от ВВС КА 14-м ДБАП, переименованном в ВВС ТОФ в 52-й ДБАП), 16 МиГ-3, 2 Бе-4, по одному ЛаГГ-3, Пе-2 и Че-2 (летающие лодки МДР-6). В то же время, 73 самолёта ВВС ТОФ были потеряны в лётных происшествиях, а ещё 21 ДБ-3 был передан ВВС воюющих флотов.
В 1942 г. на вооружении ВВС ТОФ имелось 803 самолёта различных типов, в том числе: истребителей — 289 (149 И-16, 76 И-15бис, 48 И-153, 16 МиГ-1), бомбардировщиков — 186 (107 ДБ-3 и 79 СБ), колёсных разведчиков — 11 (9 Р-5 и 2 Р-6), морских разведчиков — 168 (159 МБР-2 и 9 Че-2), транспортных самолётов — 21 (13 ТБ-3, 6 ТБ-1, 2 МП-1), учебных, санитарных и связи — 128 (49 У-2, 36 УТ-1, 15 УТ-2, 22 УТИ-4, 6 С-2).
Весной 1942 года полки переведены на трёхэскадрильный состав (вместо пяти). Из высвободившихся при этих штатных преобразованиях людей и техники формируются 49-й МТАП, 33-й БАП, 12-й, 17-й и 19-й ИАП. Кроме того, на ТОФ переводится управление 10-й бомбардировочной авиационной бригады Балтийского флота, в которую включили 33-й, 34-й БАП и 19-й ИАП.
В марте 1942 года части и подразделения ВВС ТОФ, дислоцирующиеся в районе Владимиро-Ольгинской военно-морской базы (100-я, 101-я ОИАЭ, а также 53-я ОМРАЭ и 15-е ОАЗ ВУ), объединяются в состав 1-й авиационной группы (в июне 1943 г. на базе 100-й и 101-й ИАЭ был сформирован 31-й ИАП ВВС ТОФ).
Кроме задач подготовки личного состава для ВВС воюющих флотов и стратегического сдерживания на Дальнем Востоке, перед командованием Авиации флота ставились и вполне конкретные боевые задачи на случай войны с Японией. Весной 1942 г. Дальневосточный фронт получил директиву № 170149 от 16.03.1942 г., за подписью ВГК И. В. Сталина и НГШ Б. М. Шапошникова, о подготовке наступления в Северном Китае. В ней, в части, касающейся ТОФ и ВВС ТОФ, говорилось:
… Для действий по Японским островам командующему ДВФ из состава фронта к 25 марта 1942 г. передать ТОФ один авиационный дальнебомбардировочный полк, в количестве 30 самолётов ДБ-3. Всей дальнебомбардировочной авиацией ТОФ производить налёты, группами по 8-10 самолётов, по Токио, Йокосука, Майдзуру и Оминато, с целью разрушения промышленных объектов, военно-морских и воздушных баз…
В свете этой директивы, в состав Авиации флота был передан 14-й ДБАП из ВВС 1-й ОКА ДВФ.
К лету 1943 г. на советско-германском фронте наступил перелом в нашу пользу. Вместе с ним начался новый этап развития ВВС ТОФ. В марте 1943 г. был сформирован 26-й ШАП — первая часть штурмовой авиации на ТОФ, вооружённая самолётами Ил-2. В июне к нему добавились 37-й ШАП и 38-й ИАП. Все три полка составили 12-ю штурмовую авиационную бригаду ВВС ТОФ.
В 1943 г. на вооружении ВВС ТОФ состояло 945 самолётов различных типов, в том числе: истребителей — 339 (143 И-16, 77 И-15бис, 63 И-153, 56 МиГ-3), бомбардировщиков — 213 (121 ДБ-3 и 91 СБ, 1 Пе-2), штурмовиков Ил-2 — 10, колёсных разведчиков 8 (7 Р-5 и 1 Р-6), морских разведчиков — 233 (227 МБР-2 и 6 Че-2), транспортных самолётов — 20 (13 ТБ-3, 5 ТБ-1, 2 МП-1), учебных, санитарных и связи — 122 (40 По-2, 36 УТ-1, 17 УТ-2, 19 УТИ-4, 10 С-2).
К августу 1943 г. авиационные бригады ВВС ТОФ, как и во всей Авиации ВМФ, переформируются в авиационные дивизии (29-я АБ стала 2-й МТАД, 10-я БАБ — 10-й БАД, 7-й ИАБ — 7-й ИАД, 12-я ШАБ — 12-й ШАД). Тогда же 50-й МТАП был переформирован в 50-й отдельный разведывательный авиационный полк

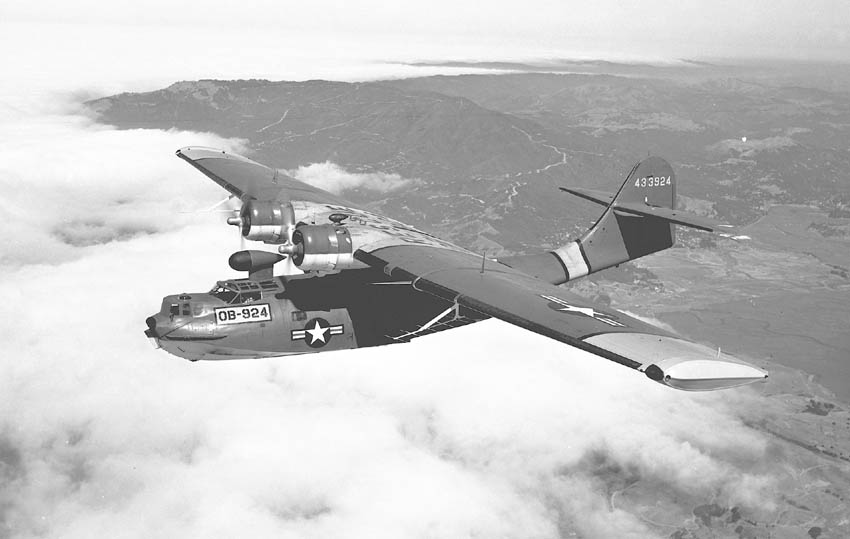
Американская летающая лодка — амфибия «Каталина», также выпускавшаяся по лицензии в СССР под названием «ГСТ».

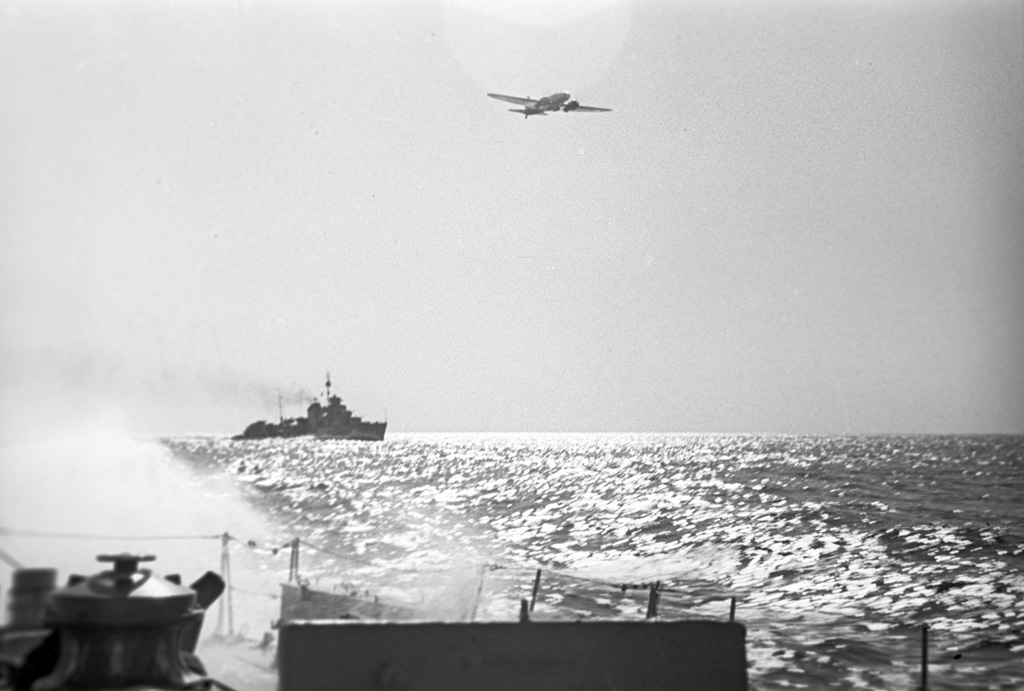
Силы Тихоокеанского флота приступают к выполнению боевого задания, в небе виден бомбардировщик Ил-4. Снимок сделан в 1945 году.

С учётом всех этих реорганизаций, на 1 января 1944 года, ВВС ТОФ включали 22 авиаполка (для сравнения, ВВС СФ, БФ и ЧФ составляли, в сумме, 38 авиаполков). На вооружение истребительной авиации начали поступать самолёты Як-7 и ЛаГГ-3. Следует заметить, что самолёты данного типа уже с трудом можно было назвать современными. На западе страны они в то время постепенно заменялись на отечественные Як-9, Ла-5 и иностранные Р-39 «Аэрокобра» и Р-40 «Киттихаук», но на Дальнем Востоке они ещё смогли «сказать своё слово» в предстоящих боях с японцами.
В 1944 г. на вооружении ВВС ТОФ (без учёта ВВС СТОФ) состояло 897 самолётов различных типов (из них 746 — исправных), в том числе: истребителей — 339 (120 И-16, 58 И-15бис, 39 И-153, 55 МиГ-3, 48 ЛаГГ-3, 44 Як-7), бомбардировщиков — 182 (113 ДБ-3, 63 СБ, 6 Пе-2), штурмовиков Ил-2 — 78, колёсных разведчиков 7 (6 Р-5 и 1 Р-6), морских разведчиков — 173 (165 МБР-2, 2 Бе-4 и 6 Че-2), транспортных самолётов — 15 (10 ТБ-3, 3 ТБ-1, 1 МП-1, 1 Ли-2), учебных, санитарных и связи — 103 (35 По-2, 34 УТ-1, 14 УТ-2, 14 УТИ-4, 6 С-2).
С конца 1944 г. и до начала войны с Японией в ВВС ТОФ и СТОФ формируется ещё шесть авиаполков: 55-й ПАП, 56-й и 60-й ШАП, 58-й, 59-й и 61-й ИАП. Все они вошли в состав новых 15-й и 16-й смешанных авиадивизий (последняя была сформирована в январе 1945 г. на базе 1-й авиационной группы ВВС ТОФ).
Количество летательных аппаратов неуклонно росло, и в начале 1945 г. на вооружении ВВС ТОФ (без учёта ВВС СТОФ) числилось уже 1130 самолётов различных типов. В том числе: истребителей — 477 (87 И-16, 19 И-15бис, 20 И-153, 70 МиГ-3, 141 ЛаГГ-3, 64 Як-7, 76 Як-9), бомбардировщиков — 210 (104 ДБ-3 и 46 СБ, 60 Пе-2), штурмовиков — 120 (114 Ил-2, 6 Ил-10), патрульных самолётов PBN-1 «Номад» — 28, морских разведчиков — 138 (129 МБР-2, 4 Бе-4, и 5 Че-2), транспортных самолётов — 12 (8 ТБ-3, 1 ТБ-1, 1 МП-1, 2 Ли-2), учебных, санитарных и связи — 145 (74 По-2, 29 УТ-1, 22 УТ-2, 14 УТИ-4, 6 С-2).
Росли поставки иностранной авиационной техники. Если на 1 января 1945 г. Авиация ТОФ имела только 28 летающих лодок PBN-1 «Номад», то к 9 сентября на флоте числилось в строю уже 49 самолётов PBN-1 «Номад» и 21 амфибий PBY-6A «Каталина», что составляло 31 % гидроавиации флота.
В первой половине 1945 года на вооружение частей Морской Авиации ТОФ поступили самолёты новых типов отечественного и иностранного производства: Ла-7, Ту-2, Дуглас А-20 «Бостон».
В июле 1945 года, для усиления ВВС ТОФ, с запада были переброшены 27-й ИАП ВВС СФ, 43-й ИАП ВВС ЧФ на самолётах Р-39 «Аэрокобра», и 36-й МТАП ВВС СФ на самолётах А-20 «Бостон». Все три полка вошли в подчинение командиру 2-й МТАД.

###### Советско-японская война
8 августа 1945 г. Советский Союз объявил войну Японии. К этому времени, по данным исторического отдела ВМФ, ВВС ТОФ и СТОФ насчитывали 1790 самолётов, в том числе, 1495 боевых. Из них: истребителей — 665, штурмовиков— 243, бомбардировщиков— 164, торпедоносцев — 157, разведчиков — 266, транспортных — 7, вспомогательных и связи — 247 (По данным РГА ВМФ, Тихоокеанская авиация насчитывала 669 истребителей, 201 бомбардировщик, 179 торпедоносцев, 256 штурмовиков, 208 разведчиков, 7 транспортных и 67 учебных самолётов; итого 1587). Интересно, что началу боевых действий парк авиатехники ВВС флота состоял как из совершенно новых машин типа Ту-2 и Ил-10, так и раритетных ЛаГГ-3 (41-й ИАП) и ДБ-3Т (52-й МТАП).
Эти силы были распределены между:
— тремя пикировочно-бомбардировочными полками: 33-м БАП, 34-м БАП, 55-м ПАП;
— четырьмя минно-торпедными полками: 4-м МТАП, 36-м МТАП, 49-м МТАП и 52-м МТАП;
—четырьмя штурмовыми полками: 26-м ШАП, 37-м ШАП, 56-м ШАП, 60-м ШАП;
— 15-ю истребительными полками: 6-м ИАП (Ла-7, Як-9), 12-м ИАП (Як-9), 14-м ИАП (ЛаГГ-3, Як-9), 17-м ИАП (Як-9У), 19-м ИАП (Як-9), 27-м ИАП (в боевых действиях не участвовал, 40 P-63 Kingcobra), 31-м ИАП (ЛаГГ-3), 38-м ИАП (ЛаГГ-3, Як-9), 39-м ИАП (ЛаГГ-3, Як-9), 41-м ИАП (ЛаГГ-3, Як-9), 42-м ОИАП (ЛаГГ-3, Як-9), 43-м ИАП (в боевых действиях не участвовал, P-63 Kingcobra), 58-м ИАП (Як-9), 59-м ИАП (Як-9), 61-м ИАП (Як-9Д);
— пятью разведывательными полками: 16-м ОМРАП, 48-м ОМРАП, 50-м ОРАП, 115-м ОМРАП, 117-м ОМРАП;
Кроме того, имелось некоторое число отдельных эскадрилий, отрядов и звеньев боевой и вспомогательной авиации.
В предстоящих боевых действиях Военно-Воздушные Силы флота и флотилии должны были решать следующие задачи:
— уничтожение кораблей и транспортов противника в портах Северной Кореи и Южного Сахалина;
— нарушение морских коммуникаций противника;
— ведение боевых действий в интересах сухопутных войск и операций, проводимых флотом;
— противовоздушная оборона флота и конвоев на переходе морем;
— ведение воздушной разведки.
Боевые действия против японских войск ВВС ТОФ и ВВС СТОФ вели с 9 по 26 августа 1945 г. Всего было выполнено 4724 самолётовылета, из них: ВВС ТОФ — 3550, ВВС СТОФ — 1174. Авиацией флота были потоплены 1 фрегат, 25 тральщиков, 20 вспомогательных и транспортных судов. В воздушных боях было сбито 4 самолёта противника.
Наши потери составили 57 машин, из которых 37 (в том числе две — в ВВС СТОФ) считались погибшими по боевым причинам. За это же время поступило порядка 200 самолётов, в том числе: 14 Ту-2, 27 А-20, 25 Ил-2, 10 Ил-4, 100 Р-39 «Аэрокобра», 20 Як-9, 3 PBY-6 «Каталина».
За время боевых действий в ВВС Тихоокеанского флота погибли 55 человек: 23 лётчика, 9 штурманов, 8 стрелков-радистов, 14 стрелков и 1 механик. Звания Героя Советского Союза удостоено 15 человек (один посмертно).
За мужество и героизм, проявленные в боях с Японией, Указом Президиума Верховного Совета СССР от 14.09.1945 года, Приказом ВГК № 0501 от 15.09.1945 года, Приказом НК ВМФ № 01803 от 26.08.1945 года, Приказом НК ВМФ № 0481 от 28.08.1945 года и Приказом НК ВМФ № 0524 от 26.09.1945 года были награждены орденами и удостоены почётных наименований следующие части и соединения Военно-Воздушных Сил ТОФ:
Минно-торпедная и бомбардировочная авиация:
— 10-я авиационная дивизия пикирующих бомбардировщиков награждена орденом Красного Знамени и удостоена почётного наименования «Сейсинская»;
— 2-я минно-торпедная авиационная дивизия им. Н. А. Острякова награждена орденом Красного Знамени и удостоена почётного наименования «Рананская»;
— 34-й ближнебомбардировочный авиационный полк преобразован в гвардейский (переименован в 17-й гв. ББАП) и награждён орденом Красного Знамени;
— 52-й минно-торпедный авиационный полк преобразован в гвардейский;
— 4-й минно-торпедный авиационный полк награждён орденом Красного Знамени.
Штурмовая авиация:
— 12-я штурмовая авиационная дивизия награждена орденом Красного Знамени и удостоена почётного наименования «Расинская»;
— 26-й штурмовой авиационный полк преобразован в гвардейский;
— 37-й штурмовой авиационный полк преобразован в гвардейский;
— 56-й штурмовому авиационному полку присвоено почётное наименование «Сахалинский».
Истребительная авиация:
— 42-му истребительному авиационному полку присвоено почётное наименование «Сахалинский»;
— 6-й истребительный авиационный полк преобразован в гвардейский (переименован в 22-й гв. ИАП);
— 19-й истребительный авиационный полк преобразован в гвардейский;
— 61-й истребительный авиационный полк преобразован в гвардейский.
Разведывательная авиация:
— 16-й морской ближнеразведывательный авиационный полк награждён орденом Красного Знамени и удостоен почётного наименования «Порт-Артурский»;
— 50-й отдельный дальнеразведывательный авиационный полк преобразован в гвардейский;
— 115-му отдельному морскому ближнеразведывательному авиационному полку присвоено почётное наименование «Юкинский»;
— 48-й отдельный морской ближнеразведывательный авиационный полк награждён орденом Красного Знамени и удостоен почётного наименования «Сахалинский».

### Первые послевоенные годы
Первые послевоенные годы характеризовались интенсивным реформированием Вооружённых Сил СССР, которое самым непосредственным образом коснулось и Морскую авиацию Тихоокеанского флота.
5 октября 1945 года было расформировано управление ВВС Северо-тихоокеанской флотилии. На его основе создаётся управление 3-го авиационного корпуса ВМФ, с дислокацией в Советской Гавани (Приказ командующего ТОФ № 011 от 22.01.1946 года). Все авиационные части ВВС СТОФ переходят в подчинение командующему ВВС ТОФ.
17 декабря 1945 г. в Порт-Артуре, на аэродроме Тученцзы формируется 18-я смешанная авиационная дивизия. В состав дивизии входят 36-й МТАП, 27-й ИАП, 61-й гв. ИАП, перебазированные в Китай из Приморья.
В конце 1945 г. — начале 1946 года были образованы Сахалинская и Камчатская военные флотилии, а также Южный и Владивостокский МОР, Порт-Артурская ВМБ. Часть сил из состава ВВС ТОФ, в соответствии с циркуляром НГШ ВМФ № 0059 от 05.10.1945 г., была выделена в эти объединения (приказ командующего ТОФ № 004 от 02.02.1946 года):
— во Владивостокский МОР: управление 7-й ИАД, 22-й гв. ИАП, 31-й ИАП, 53-й ИАП, 57-й ИАП, 14-я ОАРТАЭ, 53-я ОМБРАЭ, 57-я ОМБРАЭ;
— в Сахалинскую военную флотилию: управление 15-й САД, управление 16-й САД, 41-й ИАП, 42-й ОИАП, 48-й ОМДРАП, 55-й ПАП, 56-й ОШАП, 58-й ИАП, 60-й ШАП, 117-й ОМДРАП, 15-й ОТАО, 2-е ОАЗ ВУ, 5-е ОАЗ ВУ, 13-й ОАЗСВ;
— в Камчатскую военную флотилию: управление 17-й САД. 19-й гв. ИАП, 59-й ИАП, 64-й ДБАП
— в Южный МОР: 14-й ИАП;
— в Порт-Артурскую ВМБ: управление 18-й САД, 36-й МТАП, 27-й ИАП, 61-й гв. ИАП.
К началу 1946 г. часть истребительных полков ВВС ТОФ перевооружилась на самолёты Р-63 «Кингкобра» (в первую очередь, 27-й и 43-й ИАП).
В 1946 г. на вооружении ВВС ТОФ числилось 1227 самолётов различных типов, в том числе: истребителей — 538 (47 Ла-7, 91 ЛаГГ-3, 11 Як-7, 271 Як-9, 118 Р-63 «Кингкобра»), бомбардировщиков — 180 (21 Ту-2, 85 ДБ-3б, 14 СБ, 60 Пе-2), торпедоносцев — 116 (85 А-20 «Бостон», 31 Ил-4), штурмовиков — 154 (88 Ил-2, 66 Ил-10), самолётов-амфибий PBN-1 «Номад» — 34, морских разведчиков — 100 (84 МБР-2, 16 Бе-4), транспортных самолётов — 5 (1 МП-1, 2 Ли-2, 2 С-47), учебных, санитарных и связи — 100 (62 По-2, 14 УТ-1, 19 УТ-2, 5 С-2).
В 1946—1947 гг. продолжился процесс сокращения морской авиации ТОФ. В конце 1946 года., в соответствии с приказом командующего ТОФ № 0025 от 21.12.1946 г., все лётные части ВВС ТОФ были переведены на штаты мирного времени.
Первая волна послевоенных сокращений пришлась на 1946 г., когда были расформированы 2-й УАП, 117-й ОМДРАП, 35-я ОДБАЭ, 37-я ОСБАЭ, 4-е и 6-е ОАЗ ВУ.
В январе 1947 года, после того, как подобная реформа была проведена на Балтике, Тихоокеанский флот был разделён на 5-й и 7-й ВМФ, с главными базами во Владивостоке и Советской Гавани соответственно. Это разделение коснулось и ВВС ТОФ. На основании приказа военно-морского министра № 001/ов от 12.02.1947 г.:
— с 1 мая 1947 года управление ВВС ТОФ было переформировано в управление ВВС 5-го ВМФ. Командующим ВВС 5-го ВМФ остался Герой Советского Союза генерал-полковник авиации Е. Н. Преображенский.
— с 14 мая 1947 г. управление 3-го Авиационного Командования ВМС было переформировано в управление ВВС 7-го ВМФ, с дислокацией в г. Корсаков. Командующим ВВС 7-го ВМФ был назначен Герой Советского Союза генерал-майор авиации Н. А. Наумов. В состав ВВС 7-го ВМФ из ВВС 5-го ВМФ были переданы: управления 15-й и 16-й САД, 41-й, 42-й, 58-й, 59-й ИАП, 56-й, 60-й ШАП, 55-й АППБ, 48-й ОМДРАП, 29-я и 31-я ОМБРАЭ, 15-й ОТАО.
С 15 декабря 1947 г., в соответствии с циркуляром НГШ ВМС № 0036 от 07.10.1947 года, ВВС 5-го ВМФ перешли на типовую организацию ВВС ВС СССР. На основании его, в Морской Авиации прошёл процесс преобразования бомбардировочных частей и соединений в минно-торпедные. Так, 10-я Авиационная дивизия пикирующих бомбардировщиков стала именоваться 89-й минно-торпедной дивизией, и её полки — 17-й гв. АППБ, 55-й АППБ и 64-й ДБАП стали, соответственно, 567-м гв. (ДБАП) МТАП, 568-м МТАП и 570-м МТАП.
Вторая волна сокращений в декабре 1947 года оказалась гораздо сильнее — была расформирована вся штурмовая авиация ТОФ: ликвидировано управление 12-й ШАД и её полки — 26-й гв., 37-й гв., 56-й и 60-й штурмовые авиационные полки (в ВВС западных флотов части штурмовой авиации, в основном, «перепрофилировались»). Также были расформированы: 17-я САД (сформирована в 1946 г.), ряд полков истребительной авиации (38-й ИАП, 39-й ИАП, 61-й гв. ИАП), 33-й БАП, 31-я ОМБРАЭ (сформирована в 1946 г.), 47-я ОМБРАЭ, 57-я ОМБРАЭ, 5-е ОМБРАЗ, 2-е ОАЗ ВУ, 14-е ОСАНАЗ, 14-я ОАРТАЭ.
В декабре 1948 года был расформирован Южный BMP в Гензане (Корея), и базирующий там 57-й ИАП выведен в Приморье.
В марте 1950 года в состав ВВС 5-го ВМФ на аэродром Саншилипу Порт-Артурской ВМБ (КНР) принята из ВВС СА 194-я бомбардировочная авиационная дивизия, вооружённая самолётами Ту-2. С 15 сентября она становится 589-й минно-торпедной авиационной дивизией (с 1955 г. — 130-й МТАД). Входящие в дивизию бомбардировочные полки, соответственно, переименовываются: 10-й гв. БАП — в 1534-й гв. МТАП, 114-й гв. БАП — в 1535-й гв. МТАП, 860-й БАП — в 1540-й МТАП.
В сентябре 1950 г. происходит реорганизация авиационной группировки ТОФ в Китае: формируется управление 55-го авиационного корпуса ВМС, с дислокацией в Порт-Артуре, подчинённое командиру Порт-Артурской ВМБ, а 18-я САД, после выхода из неё 36-го МТАП, переформируется в 509-ю истребительную авиационную дивизию (348-й, 405-й ИАП, 559-я ОУТАЭ). Но уже в декабре того же года 55-й АК ВМС был переименован в 105-й авиационный корпус ВМС (так как в это же время в составе 54-й ВА Приморского ВО уже имелся 55-й ИАК ВВС).
6 марта 1952 г. штаб ВВС 5-го ВМФ был передислоцирован из центра Владивостока на его тогдашнюю окраину — Вторую Речку, где располагался одноимённый аэродром (в настоящее время этот аэродром не существует) и был оборудован защищенный командный пункт «Колокол».
15 сентября 1952 г. все истребительные части и соединения ВВС ТОФ сводятся в 106-й истребительный авиационный корпус, управление которого дислоцируется в г. Владивостоке.

### Боевые действия в Корее

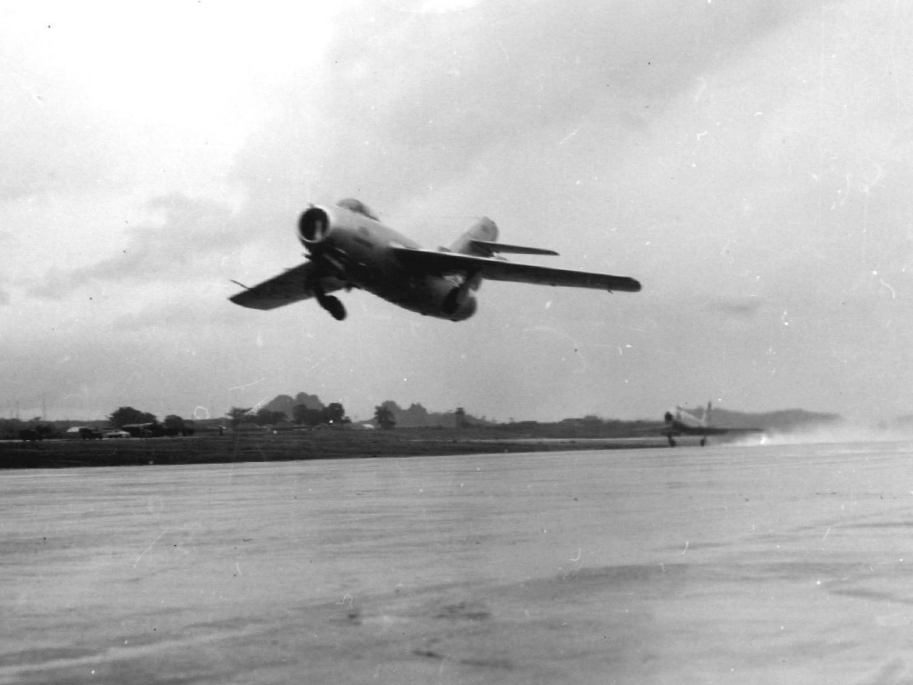
Угнанный северокорейским лётчиком МиГ-15 на американской авиабазе Окинава (Япония).

Советская военная авиация была направлена в Китай ещё в начале 1950 года для защиты района Шанхая от налётов ВВС Гоминьдана. С началом Корейской войны территория Китая стала периодически подвергаться налётам американской авиации. Когда Китай вступил в войну в октябре 1950 года, на советскую авиацию была возложена задача прикрытия китайских войск и тыловых коммуникаций от действий штурмовой и бомбардировочной авиации ООН (главным образом ВС США). Первый боевой вылет советские лётчики совершили 1 ноября. К этому времени в Северо-Восточном Китае были сосредоточены три истребительные авиадивизии СССР, которые 27 ноября были объединены в 64-й истребительный авиакорпус. Изначально он входил в состав Оперативной группы советских ВВС на территории Китая, а в ноябре 1951 года был включён в Объединённую воздушную армию (в составе которой также действовали корейские и китайские лётные части).
В задачи 64-го авиакорпуса входило обеспечение прикрытия мостов и Супхунской ГЭС на реке Ялуцзян (пограничная река между Кореей и Китаем), военных и экономических объектов на территории КНДР, а также тыловых коммуникаций китайских и корейских войск. Помимо этого, лётчики авиакорпуса участвовали в подготовке лётчиков ВВС Китая и Северной Кореи. Основным боевым самолётом корпуса был истребитель МиГ-15.
Авиакорпус формировался на ротационной основе, то есть воевавшие авиачасти периодически менялись вновь прибывшими из Союза. За время войны через 64-й АК прошли 12 истребительных авиадивизий, 2 отдельных ночных истребительных авиаполка, 2 истребительных авиаполка ВМФ, 4 зенитно-артиллерийские дивизии и различные тыловые части. Численность корпуса на 1952 год составляла около 26 000 человек; на 1 ноября того же года в боевых подразделениях был 321 самолёт

#### Участие в войне ВВС ТОФ

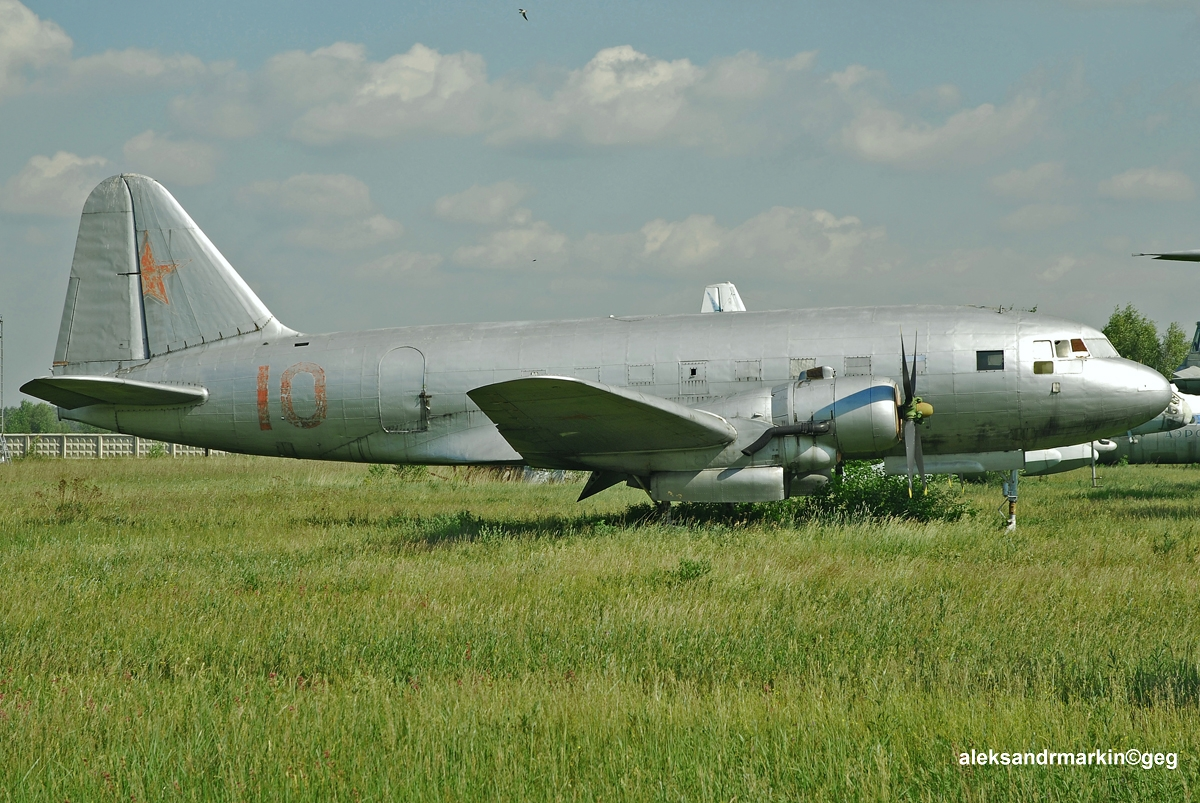
Военно-транспортный самолёт Ил-12, аналогичный сбитому в небе Китая.

В августе 1952 г. в Китай для участия в боевых действиях направляется морской истребительный авиационный полк — 578-й ИАП (бывш. 12-й ИАП) 7-й ИАД ВВС ТОФ. На аэродром Аньдун прибыл только лётный состав полка, а самолёты МиГ-15 и инженерно-технический состав ожидали уже на месте.
Нужно признать, что успехи этого полка в небе Кореи оказались весьма скромными. Сказалась недостаточная подготовка морских лётчиков к ведению маневренного воздушного боя и слабая слётанность пилотов в боевых порядках эскадрилий и полка. Всего за семь месяцев командировки в Китай лётчиками 578-го ИАП было выполнено 946 боевых вылетов, проведено 20 групповых воздушных боёв, сбито 4 самолёта противника, и ещё 2 «Сейбра» повреждено. Собственные потери составили: погибшими — два лётчика (И. В. Мещеряков, И. И. Постников), и 11 самолётов.
На смену 578-му иап в Китай в феврале 1953 года был направлен ещё один морской истребительный полк — 781-й иап. Он воевал значительно успешнее — очевидно, командованием при подготовке к боям были учтены основные недостатки предшественников. За пять месяцев боёв лётчики 781-го иап сбили 12 самолётов противника, потеряв при этом 9 самолётов и пятерых лётчиков (В. М. Белов, В. Г. Каменщиков, В. С. Тимошин, В. Ф. Царенко, Б. В. Пушкарёв).
Последнюю свою потерю в Корейской войне ВВС ТОФ понесли в день подписания перемирия. 27 июля 1953 года транспортный самолёт Ил-12, принадлежавший 593-му отап, выполнял плановую перевозку л/с из Порт-Артура во Владивосток. Над территорией Китая самолёт был атакован четвёркой американских истребителей F-86, был подожжён и упал. Погиб экипаж и все пассажиры: военнослужащие 1744-й дальнеразведывательной авиаэскадрильи, 1534-го минно-торпедного авиаполка и 27-й лаборатории авиационной медицины, всего 21 человек. В память об этой трагедии в г. Владивостоке установлен памятник.

### Период 1950—1980 гг.
Начиная с 1951 года ВВС ТОФ перевооружается на реактивную технику — самолёты МиГ-15, Ил-28 и Ту-14, в связи с чем начинается активное строительство аэродромов с твёрдым покрытием.
В мае 1953 года 5-й и 7-й ВМФ были вновь объединены в Тихоокеанский флот. На основании Приказа командующего ТОФ № 0055 от 04.05.1953 года, управление 105-го авиакорпуса ВМС штат № 98/13 было передислоцировано из Порт-Артура в п. Бяуде (Советская Гавань), где оно, вместе с управлением ВВС 7-го ВМФ, было переформировано в новое управление 105-го авиационного корпуса ВМС. Входившая в состав Порт-Артурской ВМБ 589-я МТАД ещё почти два года оставалась в Порт-Артуре, и только в мае 1955 года перебазировалась в Приморье, а 509-я ИАД (бывш. 18-я САД) была передана ВВС СА и убыла на Запад. Вместо последней, флоту из ВВС СА была переподчинена 147-я ИАД 54-й Воздушной армии ПримВО.
В июне 1953 г., на основании Директивы ГШ ВМС № ОМУ/3/314 от 19.06.1953 г., управление ВВС 5-го ВМФ было вновь переименовано в управление ВВС ТОФ.
В течение 1953 года смешанные дивизии (15-я САД и 16-я САД) ВВС ТОФ переформируются по специализации, передавая полки друг другу, в 15-ю истребительную и 692-ю минно-торпедную (с апреля 1955 года 692-я МТАД переименована в 143-ю МТАД).
На основании Директивы ГШ ВМС № ОМУ/4/62034 от 24.08.1954 года:
— управление 106-го ИАК ВМС было расформировано, все дивизии и разведполк переподчинены непосредственно командующему ВВС ТОФ;
— управление 105-го АК ВМС было переформировано в управление ВВС Северной Тихоокеанской флотилии (второго формирования). В конце ноября 1955 г. управление ВВС СТОФ было переформировано в управление 10-го авиационного корпуса ВМС. Командиру корпуса были подчинены все авиационные части, ранее входившие в состав ВВС СТОФ, а сам он стал подчиняться командующему ВВС ТОФ.
В 1955 году в составе ВВС ТОФ появилась первая вертолётная часть — была сформирована 505-я отдельная авиационная эскадрилья базовых вертолётов Ми-4М, базирующаяся на аэродроме Угловая.
25 ноября 1955 г., на основании Директивы ГК ВМФ № ОМУ/01 /53271 от 05.09.1955 г., управление ВВС ТОФ было переименовано в управление военно-воздушных сил и противовоздушной обороны Тихоокеанского флота. Организационно ВВС и ПВО ТОФ (так объединение стало называться с 1 февраля 1956 г., на основании директивы ГШ ВМФ № ОМУ/3/61255 от 21.12.1955 года) представляли собой внушительную силу: четыре минно-торпедные дивизии, пять истребительных дивизий, большое число отдельных полков и эскадрилий. Но уже в 1957 году, в связи с формированием войск ПВО страны, большинство истребительных дивизий и полков были выведены из состава Авиации Флота и переданы в ПВО.
В конце июня 1956 года, на основании Приказа ГК ВМФ № 0237 от 19.06.1956 г., 10-й АК ВМФ был подчинён непосредственно командующему ВВС и ПВО ТОФ, а в оперативном отношении — командиру Совгаванской ВМБ. С этого времени и вплоть до 1998 г. ВВС ТОФ стали единым оперативно-стратегическим объединением в составе ТОФ.
В феврале 1957 года, в связи с образованием Отдельной Дальневосточной армии ПВО (в последующем — 11-я ОА ПВО), в неё из Авиации флота был переданы: 7-я ИАД в составе: 22-й гв. ИАП и 404-й ИАП, 165-я ИАД (31-й, 47-й, 781-й ИАП), а также 41-й ИАП и 42-й ИАП из состава 15-й ИАД.
В сентябре 1957 года, в дополнение к имеющейся эскадрилье базовых вертолётов, на аэродроме Угловая была сформирована 264-я отдельная авиационная эскадрилья корабельных вертолётов, вооружённая Ка-15. Тогда же в Петропавловске-Камчатском была сформирована 175-я отдельная авиационная эскадрилья базовых вертолётов, вооружённая Ми-4М.
С 1957 году части минно-торпедной авиации ВВС ТОФ начали переучиваться на самолёты Ту-16, сначала — в торпедоносном и миноносном, а затем в ракетоносном вариантах. В связи с этим, полки и соединения МТА получили в наименовании приставку — «дальнего действия».
В 1958 г. в составе Авиации флота в Приморье и Советской Гавани появляются сразу две вертолётные части — 710-й и 720-й отдельные авиационные полки вертолётов, переформированные из 505-й и 264-й ОАЭВ, а также вертолётного подразделения 167-й отдельной аварийно-спасательной эскадрильи (бывш. 48-й ОМДРАП) соответственно. В апреле этого же года расформируется 130-я МТАД в Романовке, в составе которой к этому времени остался один только 926-й гв. МТАП (бывш. 1535-й гв. МТАП).
В апреле 1960 г. в состав ВВС и ПВО ТОФ из Дальней Авиации был передан 169-й гв. тяжёлый авиационный полк, базирующийся на аэродроме Хороль. Этот прославленный в боях Великой Отечественной войны полк, вооружённый самолётами Ту-16К, был переименован в 169-й гв. минно-торпедный авиационный полк ДД с сохранением всех регалий и переподчинён командиру 3-й МТАД ДД (бывшая 2-я МТАД).
Во второй половине 1960 г., в связи «с дальнейшим значительным сокращением Вооружённых Сил СССР» по инициативе Никиты Сергеевича Хрущёва, ВВС и ПВО ТОФ подверглись катастрофическому сокращению. Был расформирован целый ряд дивизий, полков и эскадрилий. Полностью были расформированы истребительные части, не переданные в своё время в 11 армию ПВО, ряд частей минно-торпедной, разведывательной и вспомогательной авиации: 10-й АК, 15-я ИАД, 147-я ИАД, 154-я ИАД (бывшая 861-я ИАД), 89-я МТАД, 44-й МТАП (бывший 4-й МТАП), 567-й гв. МТАП, 52-й гв. МТАП, 36-й МТАП, 929-й МТАП (бывший 1540-й МТАП), 57-й ИАП, 88-й гв. ИАП (бывший 19-й гв. ИАП), 59-й ИАП, 972-й ИАП (сформирован в 1951 г. как 1741-й ИАП), 494-й ИАП, 269-я ОИАЭ (сформирована в 1958 г. как 3-й ОИАО), 539-я ОМРАЭ (бывш. 115-й ОМБРАП), 104-й ОТАО (бывший 15-й ОТАО), 131-я ОБУКАЭ (бывшая 5-я ОБУКАЭ).
В ноябре 1960 года 289-й ОМДРАП в Николаевке, вооружённый самолётами Бе-6, был переформирован в 289-й отдельный дальний противолодочный авиационный полк. До этого задачи поиска и уничтожения подводных лодок лежали, в основном, на разведывательной авиации.
Путём переформирования из 175-й ОВЭ ПЛО, 266-й ОДРАЭ (сформированной в Совгавани в 1958 г. на Ту-16Р) и 122-й ОДПЛАЭ (бывшей 122-й ОАСАЭ), формируется 317-й отдельный смешанный авиационный полк с базированием в Елизово. Таким образом, на Камчатке стали базироваться практически все типы летательных аппаратов, состоявших на вооружении ВВС и ПВО ТОФ, кроме ракетоносцев.
С 19 января 1961 года, на основании Директивы ГШ ВМФ № ОМУ/1/13130 от 27.03.1960 г., управление ВВС и ПВО ТОФ переформируется в управление Авиации ТОФ.
В апреле-мае 1961 г. минно-торпедная авиация ТОФ была переименована в морскую ракетоносную авиацию. В этой связи, не может не вызвать удивление формирование в составе Авиации ВМФ новых полков минно-торпедной авиации. На ТОФ им стал 867-й гв. МТАП, вооружённый самолётами Ил-28, с базированием на аэродроме Николаевка. Полку были переданы награды и гвардейское звание от ликвидированного 567-го гв. МТАП. Через четыре года полк переформируется в 867-й гв. отдельный дальнеразведывательный авиационный полк, перевооружившись на самолёты Ту-95РЦ и перебазировавшись в Хороль.

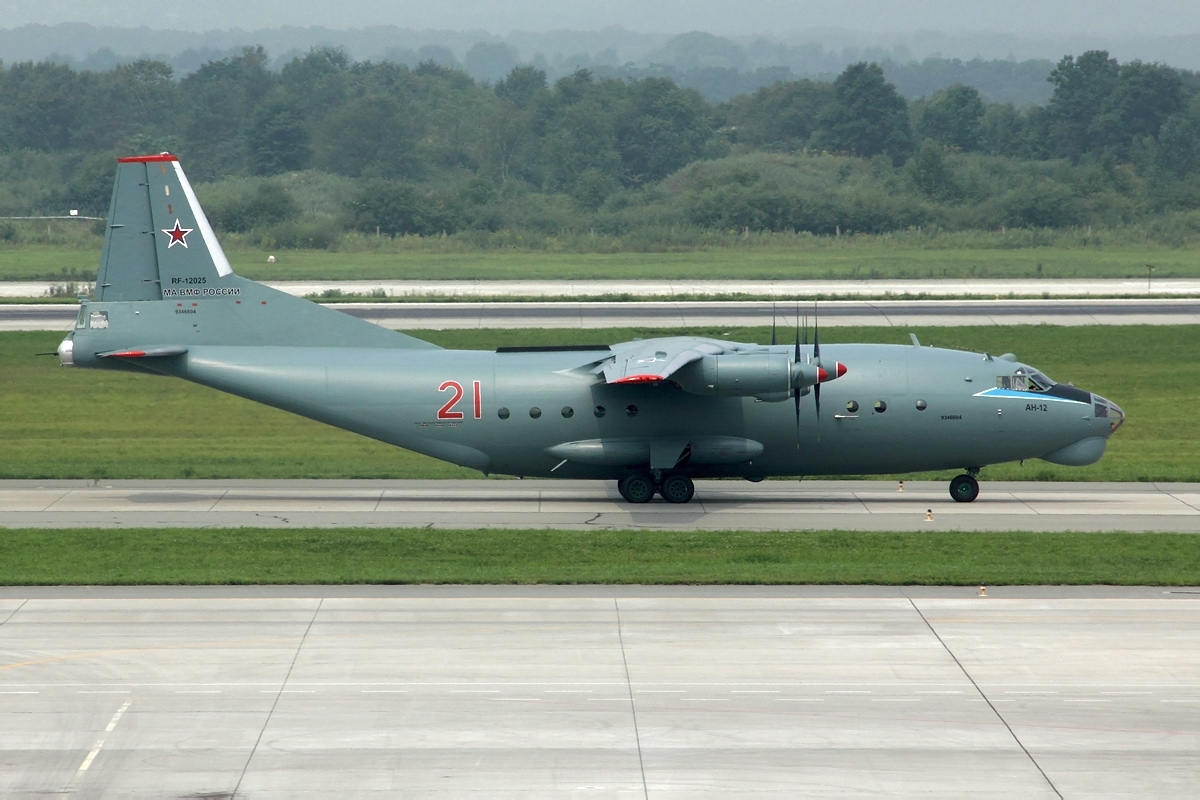
Ан-12 бывшего 593-го транспортного полка на аэродроме «Кневичи».

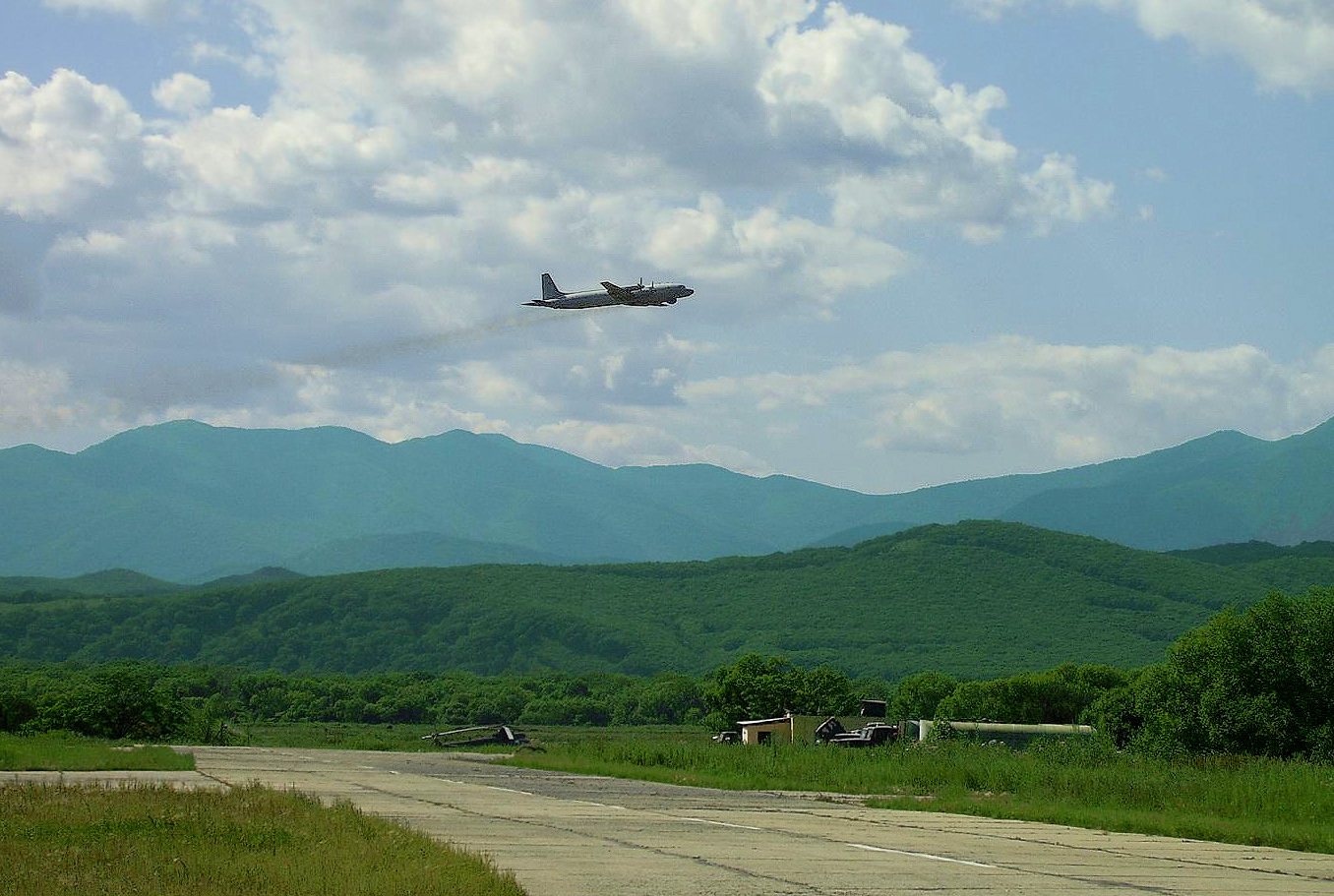
Взлетающий Ил-38 с аэродрома «Николаевка».

Ил-20 ВВС ТОФ.

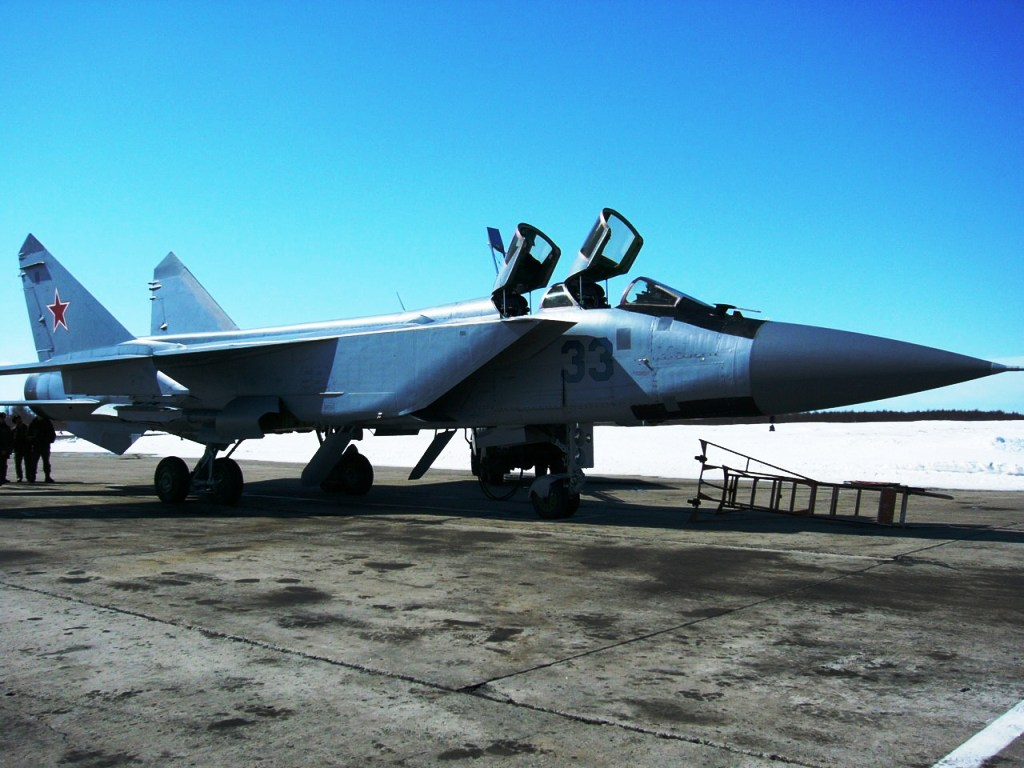
МиГ-31 865-го ИАП.

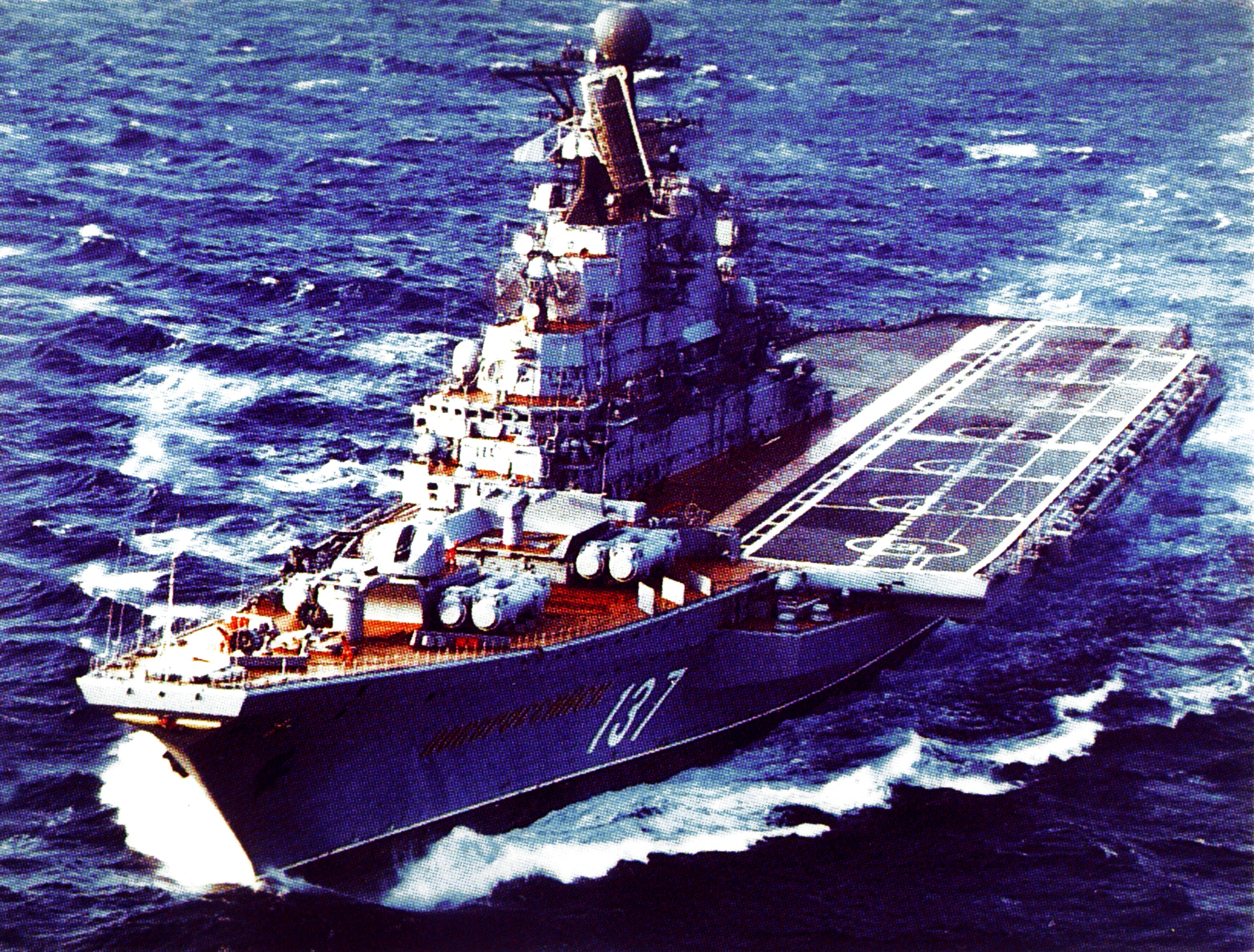
ТАКР пр. 1143.3 «Новороссийск» (съёмка 1986 год).

С декабря 1968 г. началось переучивание личного состава 289-го ОПЛАП на самолёт-амфибию Бе-12, а в 1969 г. в Николаевке формируется 77-й отдельный противолодочный авиационный полк дальнего действия, вооружённый новыми противолодочными самолётами Ил-38.
В 1971 году в Авиации ТОФ произошло чрезвычайное происшествие. В июне начальник разведки 50-го гв. ОДРАП майор В. К. Шавдия передал в посольство США в Москве сведения секретного характера о составе, наименовании и дислокации частей Авиации ТОФ. В связи с этим, с 15 июля, в срочном порядке были переименованы и изменили условные наименования следующие лётные части: 50-й гв. ОДРАП стал 271-м гв. ОДРАП, 867-й гв. ОДРАП — 304-м гв. ОДРАП, 3-я МРАД — 25-й МРАД, 49-й МРАП — 183-м МРАП. Командный состав 50-го гв. ОДРАП был снят со своих должностей. Однако остаётся удивляться достаточно выборочному подходу в таком переименовании, ведь офицер такого ранга, как майор Шавдия, несомненно, обладал полной информацией по структуре и организации всей Авиации ТОФ.
В октябре 1976 года на аэродром Пристань прибыл вновь сформированный в Саках 311-й отдельный корабельный штурмовой авиационный полк, вооружённый самолётами вертикального взлёта и посадки Як-38 и МиГ-21УМ1. Полк был предназначен для действий с палубы новых тяжёлых авианесущих крейсеров пр. 1143 — «Минск» и «Новороссийск», которые вошли в боевой состав ТОФ в 1976—1979 гг. Тогда же на аэродроме Хороль, на базе 304-го гв. ОДРАП, формируется 310-й отдельный противолодочный авиационный полк дальнего действия, вооружённый самолётами Ту-142. При одинаковом с самолётом Ил-38 прицельно-поисковом оборудовании, новый самолёт имел вдвое больший радиус действия, при этом зона поиска подводных лодок расширялась до о. Гуам, Гавайских островов и залива Аляска — основных районов боевого патрулирования ПЛАРБ ВМС США. В 1977 году полк перелетел на постоянное место дислокации, в Советскую Гавань.
1 апреля 1980 г., на основании Директивы ГШ ВМФ № 730/1/0295 от 26.03.1980 года управление Авиации ТОФ было вновь переименовано в управление ВВС ТОФ. В этом же году началось переучивание личного состава 143-й МРАД на новый для ТОФ сверхзвуковой самолёт-ракетоносец Ту-22М2.
1981 год был омрачён страшной катастрофой. 7 февраля, при взлёте с аэродрома Пушкин, при возвращении с оперативно-мобилизационного сбора ВМФ, потерпел катастрофу самолёт Ту-104 отряда управления 25-й МРАД, пилотируемый подполковником А. И. Инюшиным. В катастрофе погиб практически весь руководящий состав флота и его объединений, в том числе командующий ВВС ТОФ генерал-лейтенант авиации Г. В. Павлов, член Военного совета генерал-майор авиации В. В. Рыков, начальник штаба генерал-майор авиации С. Г. Данилко, другие офицеры.
В 1982 году на аэродроме Пристань был сформирован второй штурмовой полк — 173-й отдельный морской штурмовой авиационный полк, вооружённый самолётами Су-17М и Су-17УМ. В этом году 169-й гв. МРАП переформируется в 169-й гв. смешанный авиационный полк, в составе 25-й МРАД, и перебазируется на Камрань (Демократическая республика Вьетнам). Из части личного состава и авиационной техники этого полка в Хороле была сформирована 341-я отдельная морская ракетоносная авиационная эскадрилья, подчинённая командиру 25-й МРАД.
В 1983 году продолжилось формирование вертолётных частей. Так, например, на базе 568-й авиационной группы в Корсакове была сформирована 55-я отдельная противолодочная вертолётная эскадрилья, вооружённая вертолётами Ми-14 и Ми-8, а в Новонежино была сформирована 51-я отдельная противолодочная вертолётная эскадрилья.
В 1986 году 134-я гв. ОДРАЭ (бывш. 271-й гв. ОДРАП) на Пристани была расформирована, техника и люди переведены на комплектование 3-й эскадрильи формируемого 304-го гв. ОДРАП на аэродроме Хороль. В целях сохранения в составе ВВС ТОФ количества гвардейских частей, почётное наименование расформированной эскадрильи было передано 341-й ОМРАЭ, которая в этом же году была переформирована в 141-й гв. морской ракетоносный авиационный полк. Тогда же 169-й гв. САП вышел из состава 25-й дивизии и перешёл в непосредственное подчинение командующему ВВС ТОФ, именуясь теперь 169-м гв. ОСАП ВВС ТОФ.
В 1989 году на аэродроме Май-Гатка была сформирована единственная в ВВС ВМФ СССР спасательная авиачасть — 355-я отдельная спасательная авиаэскадрилья на вертолётах Ми-14ПС, самолётах Ан-12ПС и Ан-26.
Период 1986—1991 гг. можно назвать временем расцвета тихоокеанской авиации.
Аэродромы базирования ВВС ТОФ (с искусственным покрытием) в последнее советское десятилетие :
Владивосток/Западные Кневичи (совместного базирования с ГА) — управление 25-й морской ракетоносной авиационной дивизии, 183-й морской ракетоносный авиаполк (Ту-16), 593-й отдельный транспортный авиаполк (Ан-12, Ан-26, Ту-134)
Пристань — 271-й отдельный гвардейский дальнеразведывательный авиаполк (в дальнейшем сокращённый до эскадрильи — 134-я гв. ОДРАЭ) (Ту-16), 311-й отдельный корабельный штурмовой авиаполк (СВВП Як-38, МиГ-21), 173-й отдельный морской штурмовой авиаполк (Су-17М)
Новонежино — 710-й отдельный вертолётный полк (Ка-27, Ка-29), 51-я отдельная вертолётная противолодочная эскадрилья (Ми-8, Ми-14, Ми-6)
Николаевка-Приморская — 289-й отдельный противолодочный авиационный полк (Бе-12), 77-й отдельный противолодочный авиационный полк дальнего действия (Ил-38)
Хороль — до 1982 года 169-й гв. морской ракетоносный авиаполк (Ту-16), затем 141-й гв. МРАП (Ту-16) и 304-й гвардейский отдельный дальний разведывательный авиаполк (Ту-95РЦ). В 1985—1988 годах этот аэродром был полностью реконструирован для посадки космических кораблей многоразовой транспортной космической системы «Энергия-Буран» с введением в строй радиотехнических систем навигации, посадки, контроля траектории и управления воздушным движением «Вымпел».
Советская Гавань/Каменный Ручей — управление 143-й МРАД, 568-й морской ракетоносный авиаполк (Ту-22М2, Ту-16), 570-й морской ракетоносный авиаполк (Ту-22М2, Ту-16), 310-й отдельный противолодочный авиаполк дальнего действия (Ту-142, Ту-142М, Ту-142МР). В конце 80-х годов на этом аэродроме было начато строительство инфраструктуры для размещения 4-го авиаполка.
Корсаков/Пушистый — 55-я отдельная вертолётная противолодочная эскадрилья (Ми-8, Ми-14)
Елизово (совместного базирования с ГА) — 865-й истребительный авиаполк (МиГ-31); 317-й отдельный смешанный авиационный полк — интересно, что этот полк состоял из трёх самостоятельных подразделений: 122-я ОДПЛАЭ (Бе-12), 175-я ОПЛВЭ (Ка-27 и Ми-8) и 266-я ОДРАЭ (Ту-16Р).
Камрань (Въетнам) — 169-й гвардейский отдельный смешанный авиационный полк (Ту-16, Ту-95РЦ, Ту-142, МиГ-23МЛ, Ми-14, Ан-26)
Леонидово — оперативный
Матросово — оперативный
Советская Гавань/Май-Гатка — оперативный
Ленино — оперативный
Пущино — оперативный
Дананг (Вьетнам) — оперативный
Дафет (Сомали) — оперативный
Харгейса (Сомали) — оперативный

### Постсоветское время
Состав ВВС ТОФ в 1991 году:
- Управление ВВС ТОФ — Владивосток.
- 25-я МРАД (Западные Кневичи):
  - 183-й МРАП (Западные Кневичи),
  - 141-й гв. МРАП (Хороль)
- 143-я МРАД (Каменный Ручей): 568-й МРАП, 570-й МРАП;
- 311-й ОКШАП (Пристань), 173-й ОМШАП (Пристань);
- 310-й ОПЛАП ДД (Каменный Ручей), 289-й ОПЛАП (Николаевка), 77-й ОПЛАП (Николаевка);
- 317-й ОСАП (Елизово), 362-я гв. ОСАЭ (Камрань);
- 710-й ОПЛВП (Новонежино), 207-й ОПЛВП (Новонежино); 55-я ОПЛВЭ (Корсаков);
- 304-й гв. ОДРАП (Хороль);
- 593-й ОТАП (Западные Кневичи);
- 355-я ОСАЭ (Май-Гатка).

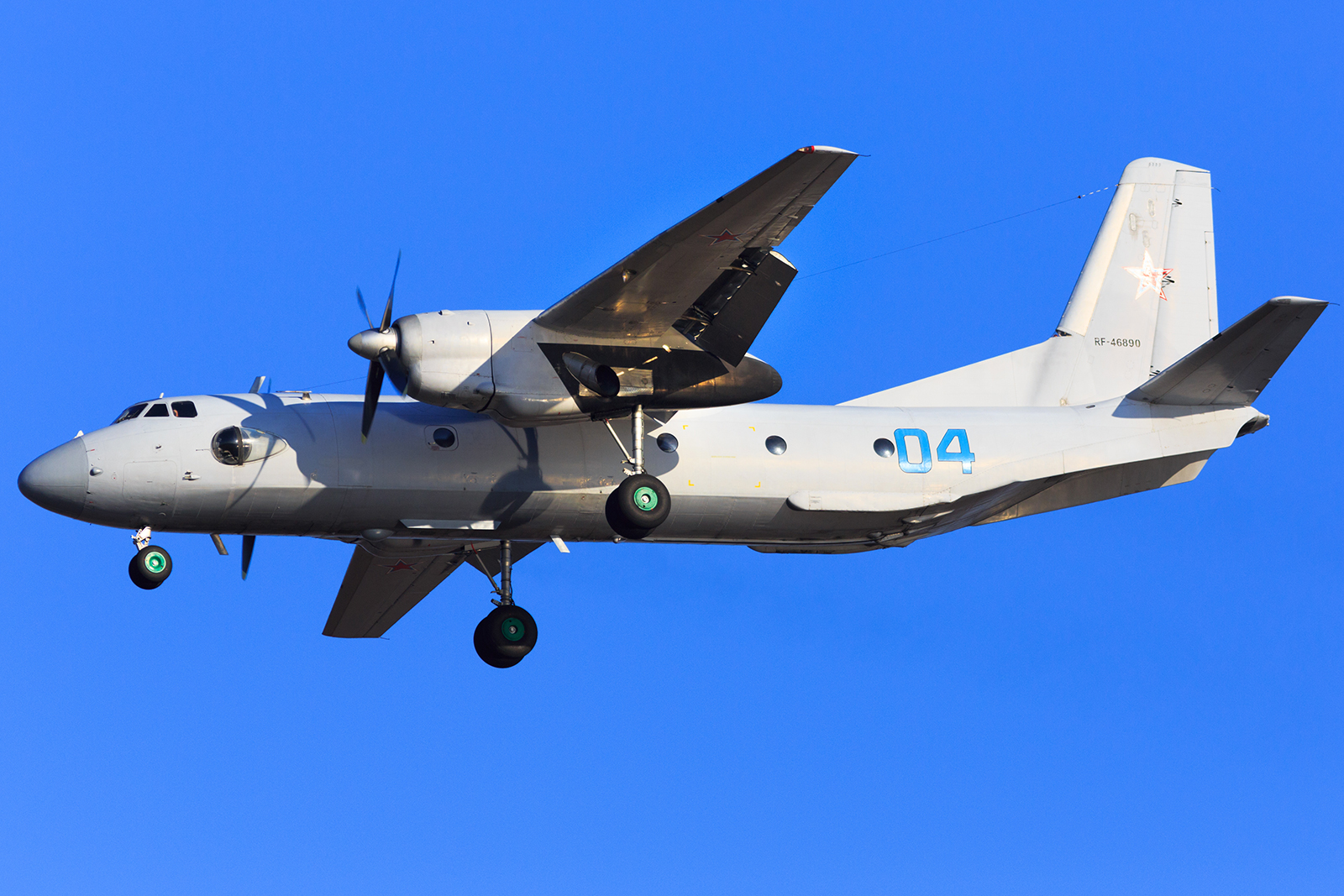
Ан-26 МА ТОФ.

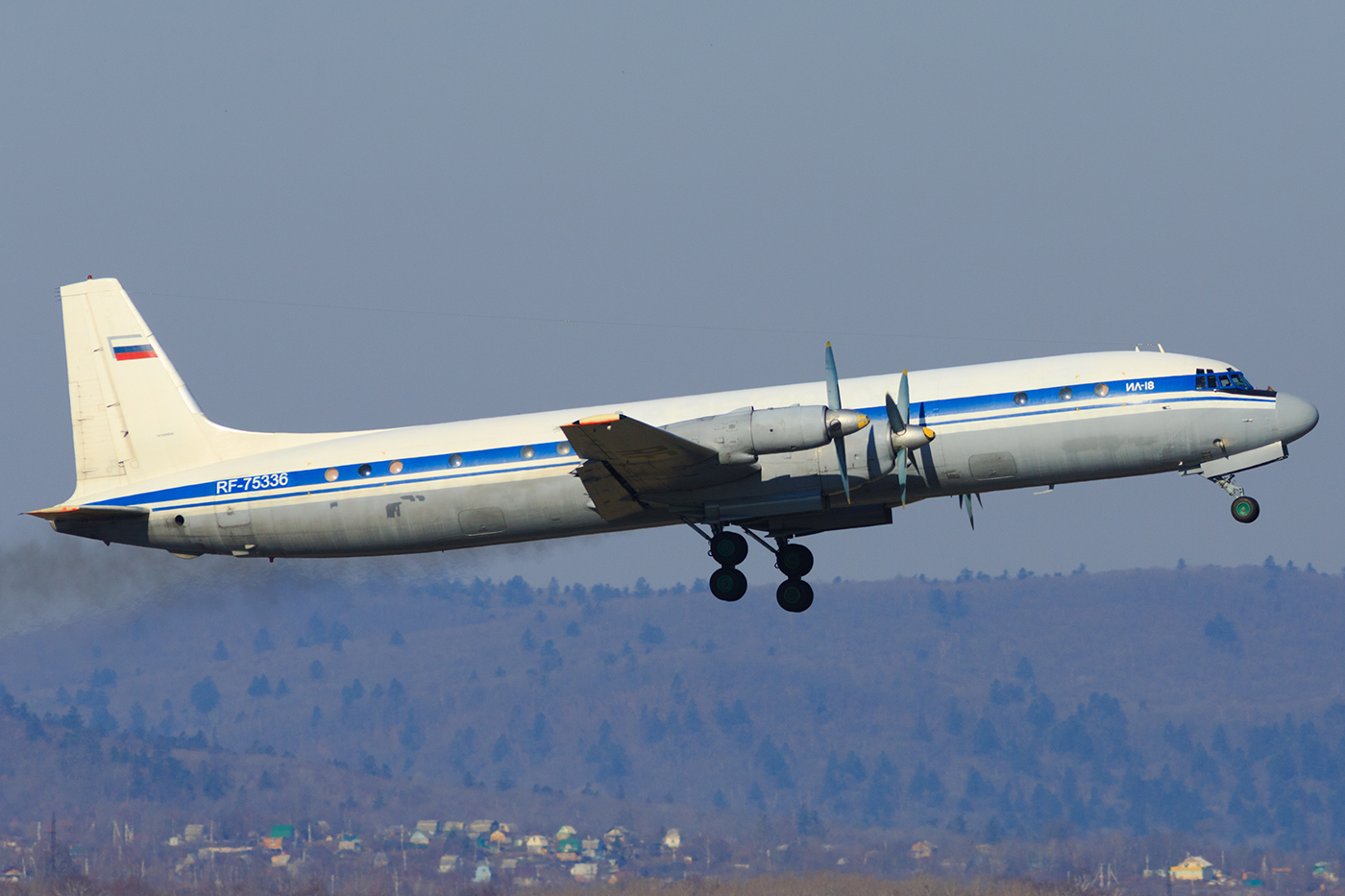
Ил-18 МА ТОФ.

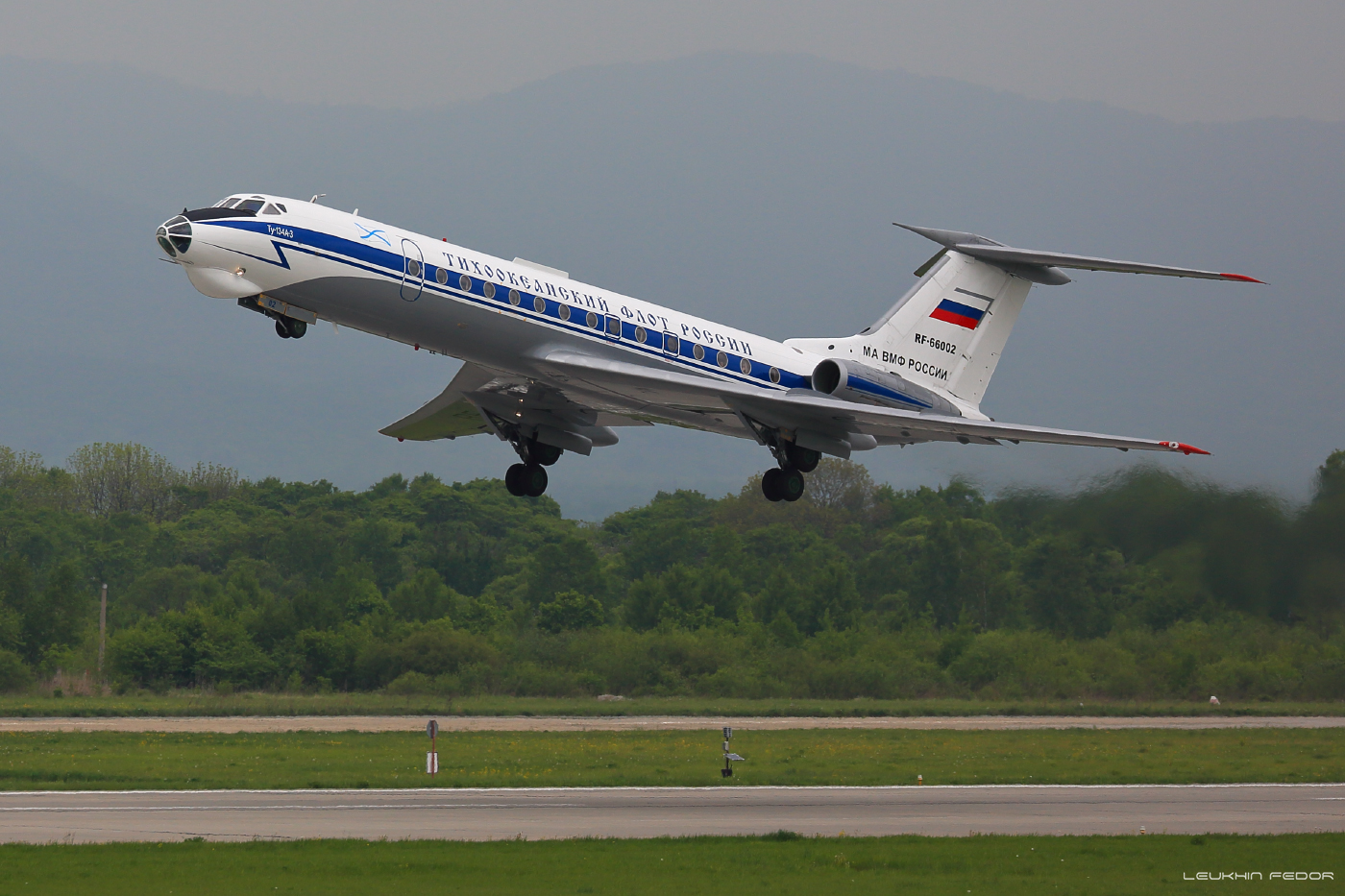
Взлёт самолёта Ту-134 командующего Тихоокеанским флотом, аэродром «Кневичи».

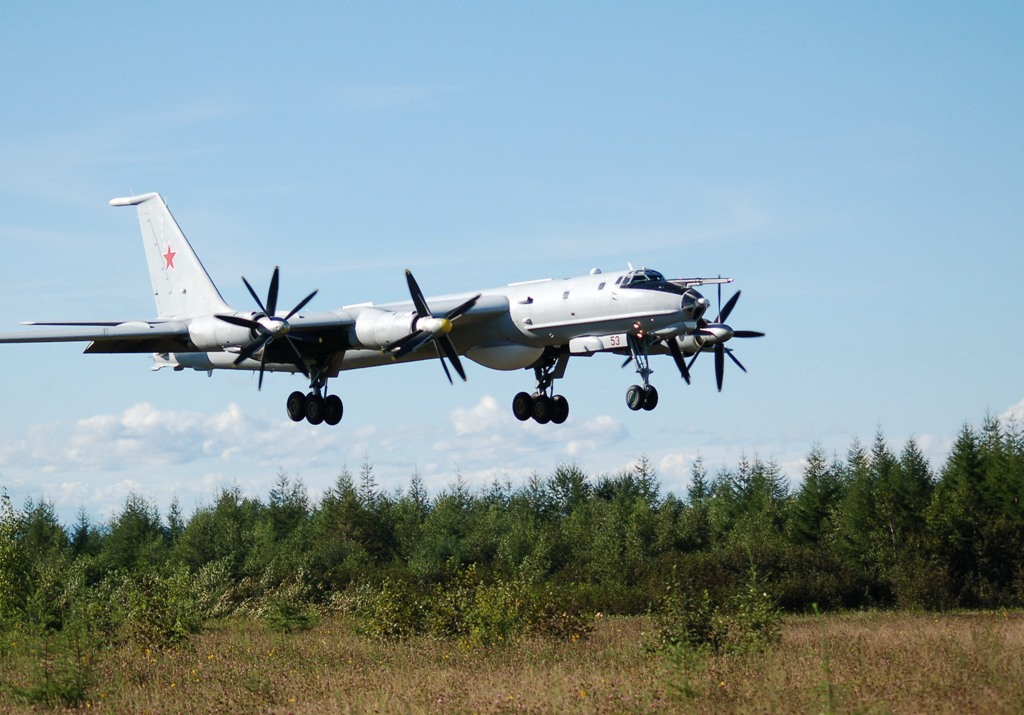
Заход на посадку Ту-142МЗ, аэродром «Каменный Ручей».

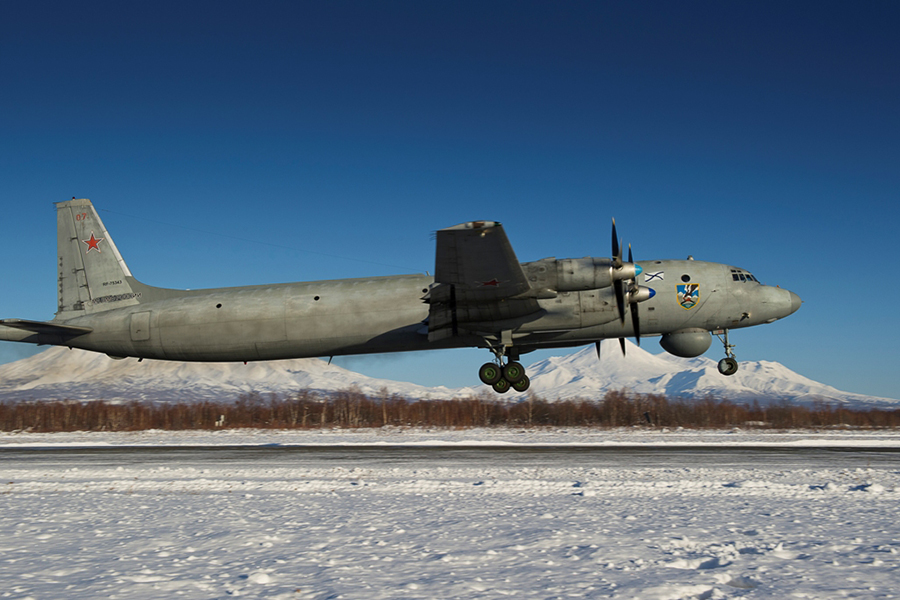
Взлёт Ил-38 с аэродрома «Елизово».

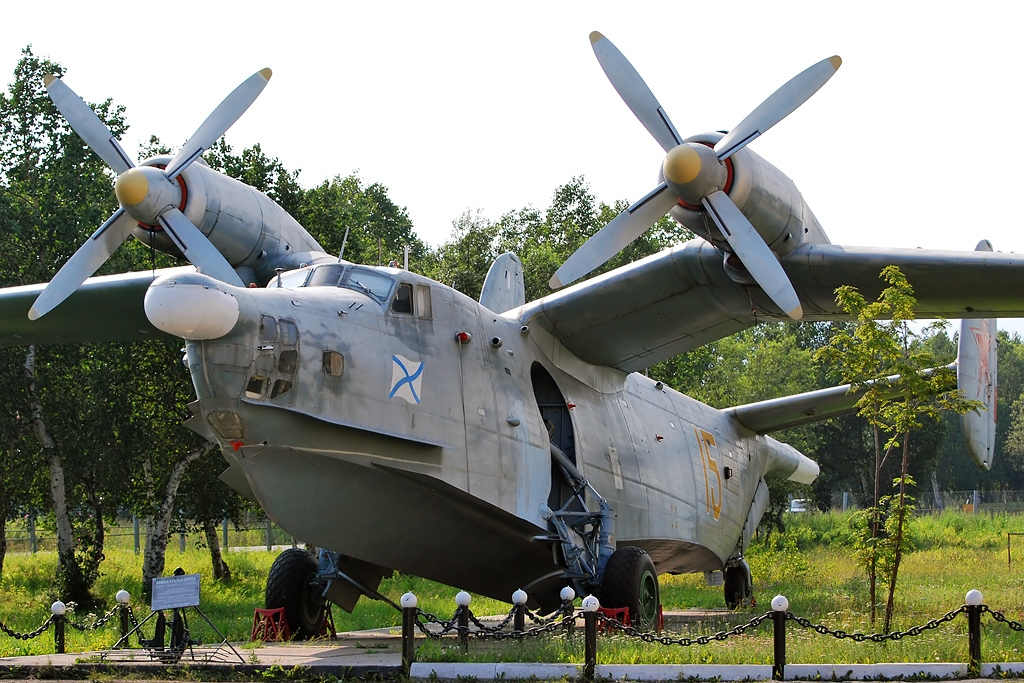
Бе-12 — экспонат возле штаба бывшего 317-го ОСАП («Елизово»).

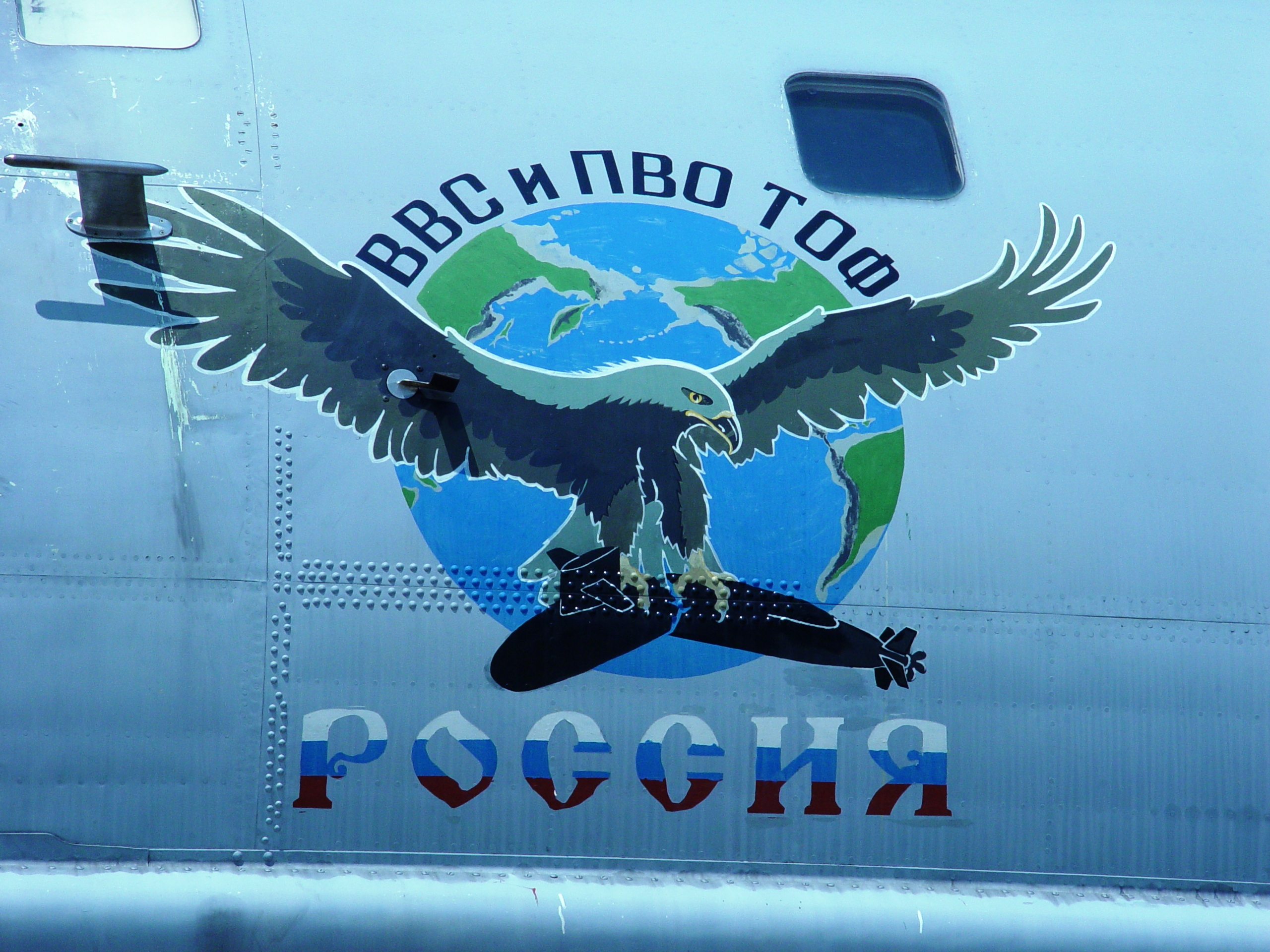
Бортовая эмблема противолодочной АЭ Ту-142 МА ТОФ.

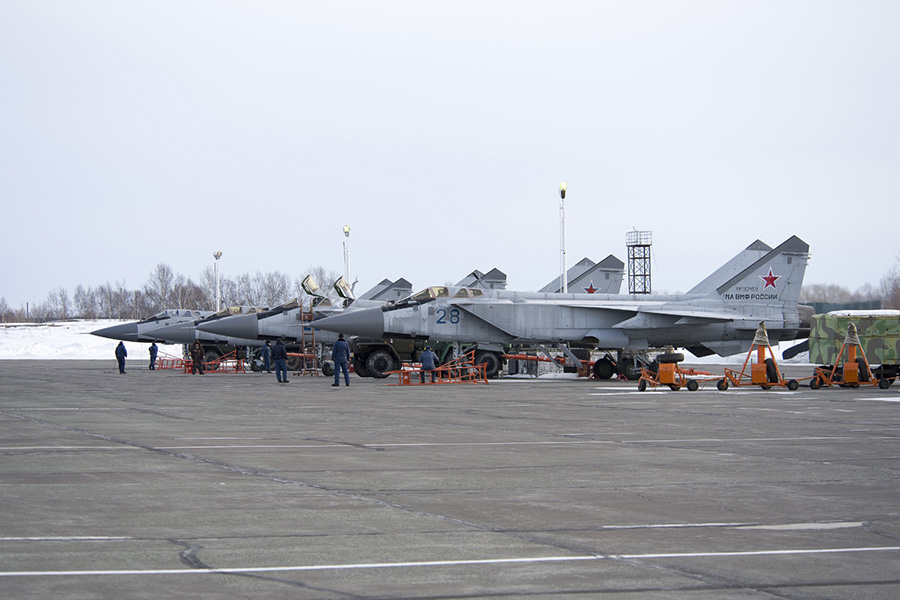
Стоянка МиГ-31 в «Елизово».

День Воздушного флота — выставка боевой техники, 2011 год, аэр. «Каменный Ручей».

После очередной катастрофы в 1991 году полностью прекращена эксплуатация СВВП Як-38. В 1992 году самолёты были сняты с вооружения Морской Авиации, и, на замену им, в 311-й ОКШАП из состава ВВС были получены самолёты Су-25. В связи с этим, полк потерял статус корабельного и стал именоваться 311-м отдельным морским штурмовым авиационным полком. 183-й МРАП (только две АЭ) перевооружился на ракетоносцы Ту-22М2, прибывшие из Быхова (Балтийский флот). В этом же году были расформированы эскадрильи РЭБ (на Ту-16) в ракетоносных полках, и полки стали двухэскадрильного состава. 355-я ОСАЭ перебазирована с аэродрома Май-Гатка на аэродром Каменный Ручей.
Прекращена эксплуатация авианесущих крейсеров проекта 1143.2 «Минск» и «Новороссийск», которые поставили на отстой в б. Постовая.
В 1993 г. началось обвальное сокращение Авиации ВМФ. На ТОФ были расформированы: управление 25-й МРАД на аэродроме Западные Кневичи, 362-я гв. ОСАЭ на Камрани, 304-й гв. ОДРАП в Хороле, 207-й ОКПЛВП в Новонежино, 21-й авиационный пост на о. Симушир. Входящие в 25-ю МРАД 183-й МРАП и 141-й гв. МРАП были формально переформированы в 570-й и 568-й МРАП на аэродроме Каменный Ручей, но фактически, первые два полка полностью расформировали, и только небольшое число личного состава продолжило службу на новом месте — в гарнизоне Монгохто. Авиационная техника этих полков была перегнана на аэродром Хороль, на сформированную 3723-ю базу хранения и утилизации АТ, с последующей разделкой на металлолом, лишь несколько самолётов Ту-22М2 были переданы в Монгохто, где некоторое время эксплуатировались. Тогда же была сделана попытка сохранить в составе ВВС флота историческую 25-ю МРАД, для чего её наименование и награды были переданы в 143-ю МРАД, однако уже через год и эту дивизию также расформировали, ликвидировав управление дивизии и 570-й МРАП. Была прекращена эксплуатация всех модификаций Ту-16.
В том же году «в верхах» было принято решение о снятии с вооружения самолётов с одной двигательной установкой. В связи с этим, 173-й ОМШАП на Пристани, вооружённый самолётами Су-17М, был расформирован. На его основе была сформирована 136-я отдельная разведывательная авиационная эскадрилья, вооружённая самолётами Су-24М и Су-24МР, с базированием на аэродроме Западные Кневичи. Самолёты Су-24 136-й ОРАЭ так и не успели приступить к решению задач воздушной разведки в полном объёме, когда в 1995 году и она была расформирована. Самолёты несколько лет простояли в базе хранения в Хороле и, в конце концов, были переданы в 11-ю ОА ВВС и ПВО, а также часть машин перегнали на аэродром Гвардейское в ВВС ЧФ. В этом же году прекратил существование и 311-й ОМШАП. Так закрылась вторая страница истории штурмовой авиации ВВС ТОФ.
6 октября 1994 года, при посредничестве некой «фирмы Компас», были проданы ТАКР «Новороссийск» и «Минск». С кораблей даже не было полностью демонтировано оборудование.
В 1996 году 568-й гвардейский ОМРАП переучился и начал перевооружение на Ту-22М3. Самолёты перегонялись из западной части страны своим ходом (бывшие Крымские, 5-го гв. МРАП и 943-го МРАП). Из-за низкой исправности и отсутствия топлива перегонка 16 машин растянулась до конца 2002 года.
В 1997 году были списаны последние два разведчика — самолёты Ан-12РР 593-го ОТАП, а сам полк был переформирован в 71-ю отдельную транспортную авиационную эскадрилью, вооружённую самолётами Ту-134, Ан-12 и Ан-26.
В Хороле, на 3723-й базе хранения и утилизации АТ, начинается массовое уничтожение авиационной техники. Утилизацией занимается ООО «Авиатор» — на 1997 год утилизировано около 200 летательных аппаратов и около сотни крылатых ракет, и заключён контракт на разделку ещё почти 200 единиц самолётов и вертолётов, большая часть из которых прибыла на этот аэродром своим ходом!
В 1998 году, в результате очередных оргштатных мероприятий, командующий ВВС ТОФ и его заместители получили новое наименование своих должностей: командующий и заместители командующего Морской Авиации ТОФ (МА ТОФ). Управление ВВС ТОФ на штат управления МА ТОФ тогда переведено не было, однако в служебной переписке до 2002 года оно именовалось «Морская Авиация ТОФ». В том же году из состава ВВС ТОФ был исключён 317-й ОСАП, вошедший в состав вновь формируемой авиационной группировки Войск и Сил на северо-востоке Российской Федерации, то есть вся морская авиация, дислоцированная на аэродроме Елизово, вышла из подчинения командующего МА ТОФ .
В мае 1998 году 710-й ОКПЛВП в Новонежино и 289-й ОПЛАП в Николаевке были переформированы в новый 289-й ОПЛАП с дислокацией на аэродроме Николаевка, в штаты которого была введена вертолётная эскадрилья, вооружённая Ка-27ПЛ, Ка-27ПС, Ка-27Е, Ка-29, Ми-8.
В 1999 году расформирована 355-я спасательная эскадрилья, на её базе создан спасательный отряд в составе 310-го ОПЛАП ДД на Каменном Ручье.
В июне 2002 года в МА ТОФ произошли очередные оргштатные преобразования: 568-й гв. ОМРАП, 310-й ОПЛАП и 267-я ОТЭЧ, и были слиты в 568-й гв. отдельный смешанный авиационный полк. С ноября 2002 года МА ТОФ стала именоваться ВВС и ПВО ТОФ. Одновременно с этим должность командующего МА ТОФ была переименована в начальника ВВС и ПВО ТОФ, хотя при этом частей ПВО в состав авиации флота (по образу и подобию Балтики и Камчатки) передано не было.
Период 2002—2008 годов в истории авиации ТОФ отмечен, в основном, стремлением командования сохранить боеготовый лётный состав и минимально допустимое (согласно руководящим документам) количество исправной авиационной техники. В эти же годы возродилась боевая служба вертолётчиков с авианесущих кораблей при выполнении дальних походов и визитов в порты иностранных государств. Потихоньку начала наращиваться интенсивность вылетов на воздушную разведку, в том числе и в дальнюю океанскую зону. Стали проводиться стратегические командно-штабные учения «Восток», на которые привлекалась Морская Авиация.
В октябре 2008 г. состоялась коллегия МО РФ, на которой решались вопросы «дальнейшего реформирования Вооружённых Сил». В рамках I этапа реформы вооружённых сил с МА ТОФ полностью снимались ударные функции, в связи с чем предусматривалось расформирование соответствующих частей и подразделений, в частности — передача самолётов Ту-22М3 и ракет Х-22 на аэродром Белая (п. Средний Иркутской обл, 6953-я гв. АвБ).
1 июня 2009 года, на основании Директивы ГШ ВС РФ № 314/5/002 от 22.03.2009 года, управление военно-воздушных сил и противовоздушной обороны ТОФ было расформировано. Этой же директивой было сформировано новое управление морской авиации Тихоокеанского флота (с июня 2010 г. — структурное подразделение управления ТОФ, не имеющее статуса оперативного объединения флота). До конца этого года все авиационные части, вместе с частями обеспечения, были переформированы в четыре авиационные базы:
- 7059-я АвБ — гарнизон Кневичи;
- 7060-я АвБ — гарнизон Елизово;
- 7061-я гв. АвБ — гарнизон Каменный Ручей;
- 7062-я АвБ — гарнизон Николаевка.

В январе 2010 года 7059-я АвБ была расформирована, а её структуры, вместе с бывшей 76-й авиационной комендатурой на аэродроме Хороль, вошли в состав 7062-й АвБ, без изменения места дислокации. Две эскадрильи МРА на аэродроме Каменный Ручей не были переданы командованию Дальней Авиации на аэродром Белая (как планировалось) из-за низкой степени исправности парка, а остались в составе 7061-й гв. АвБ ещё на год. Кроме того, 865-й ИАП в Елизово также не был передан ВВС и ПВО РФ, а остался в составе 7060-й АвБ.
24 декабря 2010 года Россия и Франция объявили о заключении соглашения о строительстве двух вертолётоносцев типа «Мистраль». Два корабля этого типа планировалось иметь на Тихоокеанском флоте. В качестве базы для вертолётов планировалось использовать единственный оставшийся в Приморье гарнизон, имеющий на вооружении вертолёты — Николаевку. Планировалось сформировать эскадрилью новых корабельных ударных вертолётов типа Ка-52К. Однако передача Францией осенью 2014 года первого готового корабля «Владивосток» не состоялась. В дальнейшем контракт на поставку был расторгнут.
В 2011 году на аэродроме Белая сформирована 4-я «морская» авиационная эскадрилья на с-тах Ту-22М3 (6953-я гв. АвБ к тому времени была сокращена до авиагруппы в составе 6952-й гв. АвБ с управлением в гарнизоне «Украинка»). Однако перегонка самолётов не завершена до сих пор (по состоянию на лето 2016 года на аэр. Каменный Ручей остаются 8 машин).
После 2011 года в составе МА ТОФ имеется одна авиабаза — 7062 АвБ (в/ч 62250) с дислокацией на аэродромах Николаевка (управление АвБ), Кневичи и Каменный Ручей, а также 7060 АвБ в составе Камчатской группировки войск и сил на северо-востоке.

### Список командующих ВВС ТОФ (Начальников МА ТОФ)
- В. Н. Лопатин (1932 — апрель 1933)
- А. Г. Добролеж (февраль 1932 — апрель 1933)
- Л. И. Никифоров (апрель 1933 — январь 1937)
- С. Ф. Жаворонков (январь 1938 — май 1939)
- П. Н. Лемешко (май 1939 — ноябрь 1944 и январь 1945 — февраль 1946)
- ГСС И. Г. Романенко (ноябрь 1944 — январь 1945, ВрИД)
- ГСС Е. Н. Преображенский (февраль 1946 — май 1947, командующий ВВС ТОФ, май 1947 — февраль 1950, командующий ВВС 5-го ВМФ)
- ГСС В. П. Канарев (февраль 1950 — июнь 1953, командующий ВВС 5-го ВМФ, июнь 1953 — май 1955, командующий ВВС ТОФ)
- Н. С. Житинский (май 1955—1960)
- А. Н. Томашевский (1960—1970)
- А. И. Павловский (1970—1976)
- И. А. Портянченко (1976—1980)
- Г. В. Павлов (1980—1981)
- Ю. С. Гудков (1981—1987)
- В. В. Акпорисов (1987—1992)
- В. И. Бумагин (1992—1998)
- А. В. Тихомиров (1998—2001)
- Ю. Д. Антипов (2001—2003)
- ГРФ И. И. Бохонко (апрель 2003 — декабрь 2006)
- А. И. Сердюк (январь 2007 — январь 2008, ВрИД)
- А. Г. Нуретдинов (январь 2008 — январь 2010)
- П. А. Киселёв (с января 2010-2019)[уточнить]
- О. В. Романенко (с 2019)[уточнить]